# Liste des églises du département du Jura
La liste des églises du Jura vise à situer les églises du département français du Jura. Il est fait état des diverses protections dont elles peuvent bénéficier, et notamment les inscriptions et classements au titre des monuments historiques.
En ce qui concerne le culte catholique, toutes les églises sont situées dans le diocèse de Saint-Claude.

## Statistiques

### Nombres
Le département du Jura comprend 494 communes au 1er janvier 2021.
Depuis 2022, le diocèse de Saint-Claude compte 65 paroisses.

## Classement
Le classement ci-après se fait par commune selon l'ordre alphabétique.
Il est fait état des diverses protections dont elles peuvent bénéficier, et notamment les inscriptions et classements au titre des monuments historiques.

## Liste

### Église catholique
| Église                                                                                    | Commune                    | Adresse | Coordonnées                      | Notice         | Protection                                                                     | Date        | Illustration                                                                   |
| ----------------------------------------------------------------------------------------- | -------------------------- | ------- | -------------------------------- | -------------- | ------------------------------------------------------------------------------ | ----------- | ------------------------------------------------------------------------------ |
| Église Saint-Jean-Baptiste d'Abergement-la-Ronce                                          | Abergement-la-Ronce        |         | 47° 04′ 18″ nord, 5° 21′ 53″ est |                |                                                                                |             | Église Saint-Jean-Baptiste d'Abergement-la-Ronce                               |
| Église Saint-Étienne d'Abergement-le-Grand                                                | Abergement-le-Grand        |         | 46° 54′ 54″ nord, 5° 41′ 02″ est |                |                                                                                |             | Église Saint-Étienne d'Abergement-le-Grand                                     |
| Église Saint-Antoine d'Aiglepierre                                                        | Aiglepierre                |         | 46° 57′ 08″ nord, 5° 49′ 16″ est |                |                                                                                |             | Église Saint-Antoine d'Aiglepierre                                             |
| Église Saint-Jean-Baptiste d'Alièze                                                       | Alièze                     |         | 46° 35′ 16″ nord, 5° 34′ 34″ est |                |                                                                                |             | Église Saint-Jean-Baptiste d'Alièze                                            |
| Église Saint-Paul d'Amange                                                                | Amange                     |         | 47° 09′ 51″ nord, 5° 33′ 53″ est |                |                                                                                |             | Église Saint-Paul d'Amange                                                     |
| Église Saint-Cyr-et-Sainte-Julitte d'Andelot-Morval                                       | Andelot-Morval             |         | 46° 25′ 27″ nord, 5° 24′ 51″ est |                |                                                                                |             | Église Saint-Cyr-et-Sainte-Julitte d'Andelot-Morval                            |
| Église Saint-Renobert d'Andelot-en-Montagne                                               | Andelot-en-Montagne        |         | 46° 51′ 05″ nord, 5° 56′ 08″ est |                |                                                                                |             | Église Saint-Renobert d'Andelot-en-Montagne                                    |
| Église Saint-Albin d'Annoire                                                              | Annoire                    |         | 46° 57′ 26″ nord, 5° 16′ 39″ est |                |                                                                                |             | Église Saint-Albin d'Annoire                                                   |
| Église Saint-Just d'Arbois                                                                | Arbois                     |         | 46° 54′ 08″ nord, 5° 46′ 18″ est | « PA00101801 » | Classé MH                                                                      | 1913        | Église Saint-Just d'Arbois                                                     |
| Collégiale Notre-Dame d'Arbois                                                            | Arbois                     |         | 46° 54′ 14″ nord, 5° 46′ 17″ est |                |                                                                                |             | Collégiale Notre-Dame d'Arbois                                                 |
| Église Saint-Hubert d'Archelange                                                          | Archelange                 |         | 47° 08′ 48″ nord, 5° 30′ 51″ est |                |                                                                                |             | Église Saint-Hubert d'Archelange                                               |
| Église Saint-Millan d'Aresches                                                            | Aresches                   |         | 46° 54′ 08″ nord, 5° 54′ 34″ est |                |                                                                                |             | Église Saint-Millan d'Aresches                                                 |
| Église de l'Assomption-de-la-Mère-de-Dieu d'Arinthod                                      | Arinthod                   |         | 46° 23′ 36″ nord, 5° 34′ 00″ est | « PA00102083 » | Inscrit MH                                                                     | 1991        | Église de l'Assomption-de-la-Mère-de-Dieu d'Arinthod                           |
| Église Saint-Vincent d'Arlay                                                              | Arlay                      |         | 46° 45′ 38″ nord, 5° 31′ 50″ est | « IA00015156 » |                                                                                |             | Église Saint-Vincent d'Arlay                                                   |
| Église Saint-André d'Aromas                                                               | Aromas                     |         | 46° 17′ 32″ nord, 5° 28′ 52″ est |                |                                                                                |             | Église Saint-André d'Aromas                                                    |
| Église Saint-Martin de Ceffia                                                             | Aromas                     |         | 46° 17′ 54″ nord, 5° 30′ 11″ est |                |                                                                                |             | Image manquante Téléverser                                                     |
| Église Saint-Laurent d'Arsure-Arsurette                                                   | Arsure-Arsurette           |         | 46° 43′ 15″ nord, 6° 04′ 48″ est |                |                                                                                |             | Église Saint-Laurent d'Arsure-Arsurette                                        |
| Église Saint-Victor d'Asnans-Beauvoisin                                                   | Asnans-Beauvoisin          |         | 46° 57′ 04″ nord, 5° 24′ 41″ est |                |                                                                                |             | Église Saint-Victor d'Asnans-Beauvoisin                                        |
| Église Saint-Pierre d'Audelange                                                           | Audelange                  |         | 47° 08′ 03″ nord, 5° 35′ 16″ est |                |                                                                                |             | Église Saint-Pierre d'Audelange                                                |
| Église Saint-Nicet d'Augerans                                                             | Augerans                   |         | 47° 01′ 11″ nord, 5° 34′ 49″ est |                |                                                                                |             | Église Saint-Nicet d'Augerans                                                  |
| Église Saint-André d'Augisey                                                              | Augisey                    |         | 46° 33′ 19″ nord, 5° 29′ 33″ est |                |                                                                                |             | Église Saint-André d'Augisey                                                   |
| Église Saint-Ferréol-et-Saint-Ferjeux d'Aumont                                            | Aumont                     |         | 46° 54′ 36″ nord, 5° 38′ 15″ est |                |                                                                                |             | Église Saint-Ferréol-et-Saint-Ferjeux d'Aumont                                 |
| Église Saint-Hippolyte d'Aumur                                                            | Aumur                      |         | 47° 03′ 33″ nord, 5° 20′ 50″ est |                |                                                                                |             | Église Saint-Hippolyte d'Aumur                                                 |
| Église Saint-Bonnet d'Authume                                                             | Authume                    |         | 47° 07′ 35″ nord, 5° 30′ 11″ est |                |                                                                                |             | Église Saint-Bonnet d'Authume                                                  |
| Église de l'Assomption-de-la-Mère-de-Dieu d'Auxange                                       | Auxange                    |         | 47° 10′ 27″ nord, 5° 39′ 00″ est |                |                                                                                |             | Église de l'Assomption-de-la-Mère-de-Dieu d'Auxange                            |
| Église de Tous-les-Saints de Balanod                                                      | Balanod                    |         | 46° 27′ 17″ nord, 5° 21′ 23″ est |                |                                                                                |             | Église de Tous-les-Saints de Balanod                                           |
| Église Saint-Savin de Barretaine                                                          | Barretaine                 |         | 46° 49′ 15″ nord, 5° 42′ 34″ est |                |                                                                                |             | Église Saint-Savin de Barretaine                                               |
| Église Saint-Martin de Barésia-sur-l'Ain                                                  | Barésia-sur-l'Ain          |         | 46° 32′ 56″ nord, 5° 42′ 39″ est |                |                                                                                |             | Église Saint-Martin de Barésia-sur-l'Ain                                       |
| Église Saint-Jean-Baptiste de Baume-les-Messieurs                                         | Baume-les-Messieurs        |         | 46° 42′ 49″ nord, 5° 38′ 08″ est | « PA39000032 » | Inscrit MH                                                                     | 1998        | Église Saint-Jean-Baptiste de Baume-les-Messieurs                              |
| Église Saint-Pierre de Baverans                                                           | Baverans                   |         | 47° 06′ 10″ nord, 5° 32′ 29″ est |                |                                                                                |             | Église Saint-Pierre de Baverans                                                |
| Église Saint-Cyr-et-Sainte-Julitte de Beaufort                                            | Beaufort-Orbagna           |         | 46° 34′ 22″ nord, 5° 26′ 27″ est |                |                                                                                |             | Église Saint-Cyr-et-Sainte-Julitte de Beaufort                                 |
| Église Saint-Renobert de Bellefontaine                                                    | Bellefontaine              |         | 46° 33′ 31″ nord, 6° 03′ 58″ est | « IA39000628 » |                                                                                |             | Église Saint-Renobert de Bellefontaine                                         |
| Église Saint-Étienne de Belmont                                                           | Belmont                    |         | 47° 00′ 59″ nord, 5° 35′ 45″ est |                |                                                                                |             | Église Saint-Étienne de Belmont                                                |
| Église Sainte-Catherine de Bersaillin                                                     | Bersaillin                 |         | 46° 51′ 22″ nord, 5° 36′ 08″ est | « PA00135334 » | Inscrit MH                                                                     | 1995        | Église Sainte-Catherine de Bersaillin                                          |
| Église Saint-Jean-Baptiste de Besain                                                      | Besain                     |         | 46° 47′ 01″ nord, 5° 47′ 49″ est |                |                                                                                |             | Église Saint-Jean-Baptiste de Besain                                           |
| Église Saint-Hilaire de Saint-Vivant                                                      | Biarne                     |         | 47° 08′ 16″ nord, 5° 26′ 37″ est | « PA00101818 » | Inscrit MH                                                                     | 1979        | Église Saint-Hilaire de Saint-Vivant                                           |
| Église Saint-Jean-Baptiste de Biarne                                                      | Biarne                     |         | 47° 08′ 44″ nord, 5° 27′ 29″ est |                |                                                                                |             | Église Saint-Jean-Baptiste de Biarne                                           |
| Église de la Visitation-de-la-Vierge de Bief-des-Maisons                                  | Bief-des-Maisons           |         | 46° 42′ 22″ nord, 6° 02′ 20″ est |                |                                                                                |             | Église de la Visitation-de-la-Vierge de Bief-des-Maisons                       |
| Église Saint-André de Bief-du-Fourg                                                       | Bief-du-Fourg              |         | 46° 48′ 29″ nord, 6° 06′ 37″ est |                |                                                                                |             | Église Saint-André de Bief-du-Fourg                                            |
| Église de la Conversion-de-Saint-Paul de Bletterans                                       | Bletterans                 |         | 46° 44′ 47″ nord, 5° 27′ 13″ est | « IA00015178 » |                                                                                |             | Église de la Conversion-de-Saint-Paul de Bletterans                            |
| Église Saint-Gilles de Blois-sur-Seille                                                   | Blois-sur-Seille           |         | 46° 44′ 54″ nord, 5° 40′ 09″ est | « IA00015407 » |                                                                                |             | Église Saint-Gilles de Blois-sur-Seille                                        |
| Église Saint-Claude de Blye                                                               | Blye                       |         | 46° 37′ 23″ nord, 5° 42′ 18″ est |                |                                                                                |             | Église Saint-Claude de Blye                                                    |
| Église de la Nativité-de-la-Bienheureuse-Vierge-Marie de Bois-d'Amont                     | Bois-d'Amont               |         | 46° 32′ 13″ nord, 6° 08′ 18″ est | « IA39000627 » |                                                                                |             | Église de la Nativité-de-la-Bienheureuse-Vierge-Marie de Bois-d'Amont          |
| Église Saint-Jean-Baptiste de Bonlieu                                                     | Bonlieu                    |         | 46° 36′ 03″ nord, 5° 51′ 16″ est |                |                                                                                |             | Église Saint-Jean-Baptiste de Bonlieu                                          |
| Église de l'Assomption-de-la-Vierge de Bonnefontaine                                      | Bonnefontaine              |         | 46° 43′ 46″ nord, 5° 44′ 40″ est |                |                                                                                |             | Église de l'Assomption-de-la-Vierge de Bonnefontaine                           |
| Église de l'Assomption de Bornay                                                          | Bornay                     |         | 46° 36′ 55″ nord, 5° 33′ 16″ est | « IA00015731 » |                                                                                |             | Église de l'Assomption de Bornay                                               |
| Église Saint-Gengulphe de Bourcia                                                         | Bourcia                    |         | 46° 21′ 12″ nord, 5° 24′ 33″ est |                |                                                                                |             | Église Saint-Gengulphe de Bourcia                                              |
| Collégiale des chanoines réguliers de Saint-Augustin de Bracon                            | Bracon                     |         | à géolocaliser                   |                |                                                                                |             | Image manquante Téléverser                                                     |
| Église Saint-Barthélemy de Brainans                                                       | Brainans                   |         | 46° 52′ 21″ nord, 5° 37′ 26″ est |                |                                                                                |             | Image manquante Téléverser                                                     |
| Église Saint-Pierre de Brans                                                              | Brans                      |         | 47° 13′ 56″ nord, 5° 34′ 03″ est |                |                                                                                |             | Église Saint-Pierre de Brans                                                   |
| Église Saint-Jérôme de Briod                                                              | Briod                      |         | 46° 39′ 44″ nord, 5° 37′ 23″ est | « PA00101821 » | Inscrit MH                                                                     | 1970        | Église Saint-Jérôme de Briod                                                   |
| Église Saint-Laurent de Bréry                                                             | Bréry                      |         | 46° 46′ 59″ nord, 5° 34′ 42″ est | « IA00015289 » |                                                                                |             | Église Saint-Laurent de Bréry                                                  |
| Église Saint-Symphorien de Buvilly                                                        | Buvilly                    |         | 46° 52′ 03″ nord, 5° 43′ 10″ est |                |                                                                                |             | Image manquante Téléverser                                                     |
| Église de l'Assomption-de-la-Sainte-Vierge de Censeau                                     | Censeau                    |         | 46° 48′ 50″ nord, 6° 04′ 03″ est |                |                                                                                |             | Église de l'Assomption-de-la-Sainte-Vierge de Censeau                          |
| Église Saint-Pierre de Cernans                                                            | Cernans                    |         | 46° 55′ 52″ nord, 5° 56′ 01″ est |                |                                                                                |             | Église Saint-Pierre de Cernans                                                 |
| Église Saints-Romain-et-Barula de Cernon                                                  | Cernon                     |         | 46° 24′ 08″ nord, 5° 38′ 54″ est |                |                                                                                |             | Église Saints-Romain-et-Barula de Cernon                                       |
| Église Saint-Nicet de Cesancey                                                            | Cesancey                   |         | 46° 37′ 31″ nord, 5° 29′ 58″ est |                |                                                                                |             | Église Saint-Nicet de Cesancey                                                 |
| Église Saint-Étienne de Chamblay                                                          | Chamblay                   |         | 46° 59′ 50″ nord, 5° 42′ 35″ est |                |                                                                                |             | Église Saint-Étienne de Chamblay                                               |
| Église Saint-Just de Chambéria                                                            | Chambéria                  |         | 46° 27′ 50″ nord, 5° 33′ 43″ est |                |                                                                                |             | Église Saint-Just de Chambéria                                                 |
| Église Saint-Jacques de Chamole                                                           | Chamole                    |         | 46° 50′ 17″ nord, 5° 43′ 35″ est |                |                                                                                |             | Église Saint-Jacques de Chamole                                                |
| Église Saint-Ferréol-et-Saint-Ferjeux de Champagne-sur-Loue                               | Champagne-sur-Loue         |         | 47° 02′ 22″ nord, 5° 48′ 48″ est |                |                                                                                |             | Église Saint-Ferréol-et-Saint-Ferjeux de Champagne-sur-Loue                    |
| Église Notre-Dame de Champagney                                                           | Champagney                 |         | 47° 15′ 36″ nord, 5° 30′ 58″ est |                |                                                                                |             | Église Notre-Dame de Champagney                                                |
| Église Saint-Cyr-et-Sainte-Julitte de Champagnole                                         | Champagnole                |         | 46° 44′ 45″ nord, 5° 54′ 32″ est | « PA00132848 » | Inscrit MH                                                                     | 1994        | Église Saint-Cyr-et-Sainte-Julitte de Champagnole                              |
| Église Saint-Germain de Champdivers                                                       | Champdivers                |         | 47° 00′ 34″ nord, 5° 22′ 56″ est |                |                                                                                |             | Église Saint-Germain de Champdivers                                            |
| Église de l'Assomption-de-la-Vierge de Champrougier                                       | Champrougier               |         | 46° 52′ 25″ nord, 5° 31′ 37″ est |                |                                                                                |             | Église de l'Assomption-de-la-Vierge de Champrougier                            |
| Église Saint-Gengulphe de Champvans                                                       | Champvans                  |         | 47° 06′ 19″ nord, 5° 26′ 05″ est |                |                                                                                |             | Église Saint-Gengulphe de Champvans                                            |
| Église de l'Assomption-de-la-Bienheureuse-Vierge-Marie de Chapelle-Voland                 | Chapelle-Voland            |         | 46° 48′ 12″ nord, 5° 22′ 39″ est | « IA00015190 » |                                                                                |             | Église de l'Assomption-de-la-Bienheureuse-Vierge-Marie de Chapelle-Voland      |
| Église Saint-Mayeul de Chapois                                                            | Chapois                    |         | 46° 50′ 17″ nord, 5° 57′ 36″ est |                |                                                                                |             | Église Saint-Mayeul de Chapois                                                 |
| Église Saint-Pierre de Charchilla                                                         | Charchilla                 |         | 46° 27′ 53″ nord, 5° 42′ 31″ est |                |                                                                                |             | Église Saint-Pierre de Charchilla                                              |
| Église Saint-Saturnin de Charcier                                                         | Charcier                   |         | 46° 37′ 37″ nord, 5° 45′ 03″ est |                |                                                                                |             | Église Saint-Saturnin de Charcier                                              |
| Église Saint-Martin de Charency                                                           | Charency                   |         | 46° 46′ 10″ nord, 5° 59′ 40″ est |                |                                                                                |             | Église Saint-Martin de Charency                                                |
| Église Saints-Pierre-et-Paul de Charnod                                                   | Charnod                    |         | 46° 19′ 56″ nord, 5° 29′ 23″ est |                |                                                                                |             | Église Saints-Pierre-et-Paul de Charnod                                        |
| Église Saint-Maurice de Chatonnay                                                         | Chatonnay                  |         | 46° 25′ 29″ nord, 5° 32′ 39″ est | « PA00101825 » | Inscrit MH                                                                     | 1935        | Église Saint-Maurice de Chatonnay                                              |
| Église Saint-Maurice de Chaumergy                                                         | Chaumergy                  |         | 46° 50′ 47″ nord, 5° 28′ 50″ est |                |                                                                                |             | Église Saint-Maurice de Chaumergy                                              |
| Église Saint-Maurice de Chaussin                                                          | Chaussin                   |         | 46° 57′ 58″ nord, 5° 24′ 23″ est | « PA39000107 » | Inscrit MH                                                                     | 2012        | Église Saint-Maurice de Chaussin                                               |
| Église Sainte-Marguerite de Chaux-des-Crotenay                                            | Chaux-des-Crotenay         |         | 46° 39′ 18″ nord, 5° 57′ 52″ est | « PA00101826 » | Classé MH                                                                      | 1992        | Église Sainte-Marguerite de Chaux-des-Crotenay                                 |
| Église de l'Assomption-de-la-Mère-de-Dieu de Chavéria                                     | Chavéria                   |         | 46° 30′ 27″ nord, 5° 34′ 04″ est |                |                                                                                |             | Église de l'Assomption-de-la-Mère-de-Dieu de Chavéria                          |
| Église Saint-Georges de Chemin                                                            | Chemin                     |         | 46° 58′ 47″ nord, 5° 19′ 02″ est |                |                                                                                |             | Église Saint-Georges de Chemin                                                 |
| Église Sainte-Croix de Chevigny                                                           | Chevigny                   |         | 47° 10′ 32″ nord, 5° 28′ 37″ est | « PA00101830 » | Inscrit MH                                                                     | 1987        | Église Sainte-Croix de Chevigny                                                |
| Église Saint-François-Xavier de Lamarre                                                   | Chevreaux                  |         | 46° 29′ 11″ nord, 5° 25′ 20″ est |                |                                                                                |             | Image manquante Téléverser                                                     |
| Église Saint-Jacques-et-Saint-Philippe de Chevrotaine                                     | Chevrotaine                |         | 46° 39′ 29″ nord, 5° 51′ 09″ est |                |                                                                                |             | Église Saint-Jacques-et-Saint-Philippe de Chevrotaine                          |
| Église Saint-Georges de Chilly-le-Vignoble                                                | Chilly-le-Vignoble         |         | 46° 39′ 25″ nord, 5° 30′ 03″ est | « PA39000128 » | Inscrit MH                                                                     | 2019        | Église Saint-Georges de Chilly-le-Vignoble                                     |
| Église Saint-Martin de Chilly-sur-Salins                                                  | Chilly-sur-Salins          |         | 46° 53′ 25″ nord, 5° 52′ 07″ est |                |                                                                                |             | Église Saint-Martin de Chilly-sur-Salins                                       |
| Église Saint-Christophe de Chissey-sur-Loue                                               | Chissey-sur-Loue           |         | 47° 01′ 16″ nord, 5° 43′ 14″ est | « PA00101831 » | Classé MH                                                                      | 1840        | Église Saint-Christophe de Chissey-sur-Loue                                    |
| Église Saint-Antoine de Choisey                                                           | Choisey                    |         | 47° 03′ 46″ nord, 5° 27′ 37″ est |                |                                                                                |             | Église Saint-Antoine de Choisey                                                |
| Église Saint-Laurent de Choux                                                             | Choux                      |         | 46° 18′ 18″ nord, 5° 46′ 17″ est | « IA00123663 » |                                                                                |             | Image manquante Téléverser                                                     |
| Église Saint-Pierre de Château-Chalon                                                     | Château-Chalon             |         | 46° 45′ 14″ nord, 5° 37′ 29″ est | « PA00101824 » | Classé MH                                                                      | 1972        | Église Saint-Pierre de Château-Chalon                                          |
| Église Saint-Pierre de Château-Chalon                                                     | Château-Chalon             |         | 46° 45′ 14″ nord, 5° 37′ 29″ est | « PA00101824 » | Classé MH                                                                      | 1972        | Église Saint-Pierre de Château-Chalon                                          |
| Église Saint-Georges de Château-des-Prés                                                  | Château-des-Prés           |         | 46° 29′ 58″ nord, 5° 53′ 53″ est | « IA39001814 » |                                                                                |             | Église Saint-Georges de Château-des-Prés                                       |
| Église Saint-Claude de Châtel-de-Joux                                                     | Châtel-de-Joux             |         | 46° 31′ 39″ nord, 5° 47′ 33″ est |                |                                                                                |             | Église Saint-Claude de Châtel-de-Joux                                          |
| Église de la Nativité-de-la-Vierge de Châtelneuf                                          | Châtelneuf                 |         | 46° 40′ 24″ nord, 5° 54′ 58″ est |                |                                                                                |             | Église de la Nativité-de-la-Vierge de Châtelneuf                               |
| Église Saint-Vincent de Châtenois                                                         | Châtenois                  |         | 47° 08′ 46″ nord, 5° 33′ 08″ est | « PA39000033 » | Inscrit MH                                                                     | 1998        | Église Saint-Vincent de Châtenois                                              |
| Église Saint-Valère de Châtillon                                                          | Châtillon                  |         | 46° 39′ 34″ nord, 5° 43′ 47″ est | « IA00015002 » |                                                                                |             | Église Saint-Valère de Châtillon                                               |
| Église Saint-Nithier de Clairvaux-les-Lacs                                                | Clairvaux-les-Lacs         |         | 46° 34′ 32″ nord, 5° 44′ 58″ est |                |                                                                                |             | Église Saint-Nithier de Clairvaux-les-Lacs                                     |
| Église Saint-Pierre de Coisia                                                             | Coisia                     |         | 46° 18′ 22″ nord, 5° 34′ 47″ est |                |                                                                                |             | Église Saint-Pierre de Coisia                                                  |
| Église Saint-Jean-le-Grand-d'Autun de Colonne                                             | Colonne                    |         | 46° 53′ 01″ nord, 5° 34′ 38″ est |                |                                                                                |             | Église Saint-Jean-le-Grand-d'Autun de Colonne                                  |
| Église Sainte-Madeleine de Commenailles                                                   | Commenailles               |         | 46° 48′ 09″ nord, 5° 27′ 10″ est |                |                                                                                |             | Église Sainte-Madeleine de Commenailles                                        |
| Église Saint-Nicolas de Condes                                                            | Condes                     |         | 46° 20′ 17″ nord, 5° 37′ 26″ est |                |                                                                                |             | Église Saint-Nicolas de Condes                                                 |
| Église de l'Assomption de Conliège                                                        | Conliège                   |         | 46° 39′ 16″ nord, 5° 35′ 56″ est | « PA39000091 » | Inscrit MH                                                                     | 2009        | Église de l'Assomption de Conliège                                             |
| Église Saint-Didier de Villette                                                           | Cornod                     |         | 46° 18′ 09″ nord, 5° 32′ 59″ est |                |                                                                                |             | Image manquante Téléverser                                                     |
| Église Saint-Martin de Cornod                                                             | Cornod                     |         | 46° 18′ 44″ nord, 5° 32′ 59″ est |                |                                                                                |             | Église Saint-Martin de Cornod                                                  |
| Église Saint-Pierre-ès-Liens de Cosges                                                    | Cosges                     |         | 46° 44′ 58″ nord, 5° 24′ 10″ est | « IA00015203 » |                                                                                |             | Église Saint-Pierre-ès-Liens de Cosges                                         |
| Église Saint-Roch de Courbouzon                                                           | Courbouzon                 |         | 46° 39′ 07″ nord, 5° 31′ 43″ est | « IA00015759 » |                                                                                |             | Église Saint-Roch de Courbouzon                                                |
| Église Saint-Didier de Courlans                                                           | Courlans                   |         | 46° 40′ 14″ nord, 5° 29′ 50″ est | « IA00015769 » |                                                                                |             | Église Saint-Didier de Courlans                                                |
| Église de l'Assomption-de-la-Bienheureuse-Vierge-Marie de Courlaoux                       | Courlaoux                  |         | 46° 39′ 53″ nord, 5° 27′ 50″ est | « IA00015773 » |                                                                                |             | Église de l'Assomption-de-la-Bienheureuse-Vierge-Marie de Courlaoux            |
| Église Notre-Dame de Courtefontaine                                                       | Courtefontaine             |         | 47° 07′ 49″ nord, 5° 48′ 18″ est | « PA00101839 » | Classé MH                                                                      | 1875        | Église Notre-Dame de Courtefontaine                                            |
| Église Saint-Julien de Cousance                                                           | Cousance                   |         | 46° 31′ 48″ nord, 5° 23′ 34″ est |                |                                                                                |             | Église Saint-Julien de Cousance                                                |
| Église de Cramans                                                                         | Cramans                    |         | 47° 00′ 43″ nord, 5° 46′ 34″ est | « PA39000110 » | Inscrit MH                                                                     | 2013        | Église de Cramans                                                              |
| Église Saint-Antoine-de-Padoue de Crans                                                   | Crans                      |         | 46° 42′ 13″ nord, 5° 58′ 20″ est |                |                                                                                |             | Église Saint-Antoine-de-Padoue de Crans                                        |
| Église Saint-Maurice de Cressia                                                           | Cressia                    |         | 46° 31′ 38″ nord, 5° 28′ 54″ est | « PA39000052 » | Inscrit MH                                                                     | 2002        | Église Saint-Maurice de Cressia                                                |
| Église Saint-Laurent de Crissey                                                           | Crissey                    |         | 47° 04′ 16″ nord, 5° 28′ 57″ est |                |                                                                                |             | Église Saint-Laurent de Crissey                                                |
| Église Saint-Pierre de Crotenay                                                           | Crotenay                   |         | 46° 45′ 10″ nord, 5° 48′ 50″ est |                |                                                                                |             | Église Saint-Pierre de Crotenay                                                |
| Église Saint-Pierre de Cuisia                                                             | Cuisia                     |         | 46° 32′ 12″ nord, 5° 24′ 10″ est |                |                                                                                |             | Église Saint-Pierre de Cuisia                                                  |
| Église Saint-Donat de Cuvier                                                              | Cuvier                     |         | 46° 49′ 32″ nord, 6° 04′ 01″ est |                |                                                                                |             | Église Saint-Donat de Cuvier                                                   |
| Église de la Bienheureuse-Vierge-Marie de Marpain                                         | Dammartin-Marpain          |         | 47° 15′ 51″ nord, 5° 34′ 06″ est |                |                                                                                |             | Église de la Bienheureuse-Vierge-Marie de Marpain                              |
| Église Saint-Martin de Dammartin                                                          | Dammartin-Marpain          |         | 47° 15′ 20″ nord, 5° 32′ 40″ est |                |                                                                                |             | Image manquante Téléverser                                                     |
| Église Saint-Denis de Damparis                                                            | Damparis                   |         | 47° 04′ 28″ nord, 5° 24′ 30″ est |                |                                                                                |             | Église Saint-Denis de Damparis                                                 |
| Église Saint-Augustin de Dampierre                                                        | Dampierre                  |         | 47° 09′ 14″ nord, 5° 44′ 29″ est |                |                                                                                |             | Église Saint-Augustin de Dampierre                                             |
| Église Saint-Philibert de Darbonnay                                                       | Darbonnay                  |         | 46° 48′ 55″ nord, 5° 36′ 14″ est | « IA00015300 » |                                                                                |             | Église Saint-Philibert de Darbonnay                                            |
| Église Saint-Cloud de Denezières                                                          | Denezières                 |         | 46° 36′ 31″ nord, 5° 48′ 28″ est |                |                                                                                |             | Église Saint-Cloud de Denezières                                               |
| Église Saint-Martin de Desnes                                                             | Desnes                     |         | 46° 45′ 50″ nord, 5° 28′ 28″ est | « IA00015213 » |                                                                                |             | Image manquante Téléverser                                                     |
| Église Saint-Clément de Digna                                                             | Digna                      |         | 46° 30′ 52″ nord, 5° 24′ 12″ est |                |                                                                                |             | Église Saint-Clément de Digna                                                  |
| Collégiale Notre-Dame de Dole                                                             | Dole                       |         | 47° 05′ 33″ nord, 5° 29′ 41″ est | « PA00101845 » | Classé MH                                                                      | 1910        | Collégiale Notre-Dame de Dole                                                  |
| Église Saint-Jean-l'Évangéliste de Dole                                                   | Dole                       |         | 47° 05′ 13″ nord, 5° 28′ 58″ est | « PA39000073 » | Classé MH                                                                      | 2007        | Église Saint-Jean-l'Évangéliste de Dole                                        |
| Église du Sacré-Cœur de la Bédugue                                                        | Dole                       |         | 47° 04′ 50″ nord, 5° 29′ 53″ est |                |                                                                                |             | Église du Sacré-Cœur de la Bédugue                                             |
| Église Sainte-Marie-Madeleine de Saint-Ylie                                               | Dole                       |         | 47° 04′ 13″ nord, 5° 27′ 58″ est |                |                                                                                |             | Image manquante Téléverser                                                     |
| Église Saint-Étienne de Dole                                                              | Dole                       |         | 47° 05′ 21″ nord, 5° 29′ 16″ est |                |                                                                                |             | Image manquante Téléverser                                                     |
| Église Saint-Fiacre de Goux                                                               | Dole                       |         | 47° 02′ 22″ nord, 5° 31′ 09″ est |                |                                                                                |             | Église Saint-Fiacre de Goux                                                    |
| Église Saint-Germain d'Azans                                                              | Dole                       |         | 47° 05′ 11″ nord, 5° 30′ 14″ est |                |                                                                                |             | Église Saint-Germain d'Azans                                                   |
| Église Saint-Symphorien de Domblans                                                       | Domblans                   |         | 46° 45′ 54″ nord, 5° 36′ 02″ est | « IA00015440 » |                                                                                |             | Image manquante Téléverser                                                     |
| Église Saint-Pierre-et-Saint-Paul de Dompierre-sur-Mont                                   | Dompierre-sur-Mont         |         | 46° 33′ 34″ nord, 5° 36′ 38″ est |                |                                                                                |             | Église Saint-Pierre-et-Saint-Paul de Dompierre-sur-Mont                        |
| Église Saint-Joseph-et-de la Sainte-Vierge de Doucier                                     | Doucier                    |         | 46° 39′ 12″ nord, 5° 46′ 43″ est |                |                                                                                |             | Église Saint-Joseph-et-de la Sainte-Vierge de Doucier                          |
| Église Saint-François-d'Assise de Dournon                                                 | Dournon                    |         | 46° 55′ 52″ nord, 5° 58′ 01″ est |                |                                                                                |             | Église Saint-François-d'Assise de Dournon                                      |
| Église Saint-Jean-Baptiste d'Esserval-Tartre                                              | Esserval-Tartre            |         | 46° 48′ 31″ nord, 6° 02′ 42″ est |                |                                                                                |             | Église Saint-Jean-Baptiste d'Esserval-Tartre                                   |
| Église de l'Assomption-de-la-Mère-de-Dieu de Falletans                                    | Falletans                  |         | 47° 06′ 14″ nord, 5° 33′ 48″ est |                |                                                                                |             | Église de l'Assomption-de-la-Mère-de-Dieu de Falletans                         |
| Église Saint-Ferréol-et-Saint-Fergeux de Fay-en-Montagne                                  | Fay-en-Montagne            |         | 46° 45′ 01″ nord, 5° 43′ 40″ est |                |                                                                                |             | Église Saint-Ferréol-et-Saint-Fergeux de Fay-en-Montagne                       |
| Église Saint-Pierre de Fitilieu                                                           | Fitilieu                   |         | 45° 32′ 47″ nord, 5° 33′ 47″ est |                |                                                                                |             | Image manquante Téléverser                                                     |
| Église Saint-Pierre-ès-Liens-et-Saint-Denis de Foncine-le-Bas                             | Foncine-le-Bas             |         | 46° 38′ 12″ nord, 6° 01′ 52″ est |                |                                                                                |             | Église Saint-Pierre-ès-Liens-et-Saint-Denis de Foncine-le-Bas                  |
| Église Saint-Léger de Foncine-le-Haut                                                     | Foncine-le-Haut            |         | 46° 39′ 34″ nord, 6° 04′ 21″ est |                |                                                                                |             | Église Saint-Léger de Foncine-le-Haut                                          |
| Église Saint-Bonnet de Fontenu                                                            | Fontenu                    |         | 46° 40′ 02″ nord, 5° 49′ 20″ est |                |                                                                                |             | Image manquante Téléverser                                                     |
| Église Sainte-Magdeleine de Fort-du-Plasne                                                | Fort-du-Plasne             |         | 46° 37′ 04″ nord, 5° 59′ 17″ est | « IA39001731 » |                                                                                |             | Église Sainte-Magdeleine de Fort-du-Plasne                                     |
| Église Saint-Martin de Foucherans                                                         | Foucherans                 |         | 47° 04′ 47″ nord, 5° 27′ 12″ est |                |                                                                                |             | Église Saint-Martin de Foucherans                                              |
| Église de la Nativité-de-la-Vierge de Foulenay                                            | Foulenay                   |         | 46° 51′ 52″ nord, 5° 29′ 09″ est |                |                                                                                |             | Église de la Nativité-de-la-Vierge de Foulenay                                 |
| Église Saint-Pierre de Fraisans                                                           | Fraisans                   |         | 47° 08′ 54″ nord, 5° 45′ 38″ est |                |                                                                                |             | Église Saint-Pierre de Fraisans                                                |
| Église Saint-Pierre-et-Saint-Paul de Fraroz                                               | Fraroz                     |         | 46° 44′ 10″ nord, 6° 05′ 19″ est |                |                                                                                |             | Église Saint-Pierre-et-Saint-Paul de Fraroz                                    |
| Église Saint-Michel de Frasne                                                             | Frasne-les-Meulières       |         | 47° 12′ 20″ nord, 5° 30′ 04″ est | « PA00101882 » | Inscrit MH                                                                     | 1988        | Église Saint-Michel de Frasne                                                  |
| Église Sainte-Madeleine de Frontenay                                                      | Frontenay                  |         | 46° 47′ 09″ nord, 5° 37′ 04″ est | « PA39000121 » | Inscrit MH                                                                     | 2014        | Église Sainte-Madeleine de Frontenay                                           |
| Église Saint-Georges-des-Champs de Frébuans                                               | Frébuans                   |         | 46° 38′ 32″ nord, 5° 29′ 44″ est |                |                                                                                |             | Église Saint-Georges-des-Champs de Frébuans                                    |
| Église Saint-Aubin de Fétigny                                                             | Fétigny                    |         | 46° 26′ 29″ nord, 5° 35′ 53″ est | « PA39000036 » | Inscrit MH                                                                     | 1998        | Église Saint-Aubin de Fétigny                                                  |
| Église de l'Assomption-de-la-Mère-de-Dieu de Gendrey                                      | Gendrey                    |         | 47° 12′ 20″ nord, 5° 40′ 54″ est |                |                                                                                |             | Église de l'Assomption-de-la-Mère-de-Dieu de Gendrey                           |
| Église Saint-Michel de Genod                                                              | Genod                      |         | 46° 21′ 17″ nord, 5° 31′ 54″ est |                |                                                                                |             | Église Saint-Michel de Genod                                                   |
| Église Saint-Sébastien de Geruge                                                          | Geruge                     |         | 46° 37′ 40″ nord, 5° 31′ 44″ est |                |                                                                                |             | Église Saint-Sébastien de Geruge                                               |
| Église Saint-Léger de Gevingey                                                            | Gevingey                   |         | 46° 38′ 12″ nord, 5° 30′ 25″ est | « IA00015797 » |                                                                                |             | Église Saint-Léger de Gevingey                                                 |
| Église Saint-Remy de Gevry                                                                | Gevry                      |         | 47° 02′ 23″ nord, 5° 26′ 37″ est |                |                                                                                |             | Église Saint-Remy de Gevry                                                     |
| Abbaye Saint-Pierre de Gigny                                                              | Gigny                      |         | 46° 27′ 05″ nord, 5° 27′ 43″ est | « PA00101884 » | Classé MH                                                                      | 1913        | Abbaye Saint-Pierre de Gigny                                                   |
| Église de la Nativité-de-la-Vierge de Gillois                                             | Gillois                    |         | 46° 44′ 06″ nord, 6° 01′ 01″ est |                |                                                                                |             | Église de la Nativité-de-la-Vierge de Gillois                                  |
| Église Saint-Etienne de Châtel                                                            | Gizia                      |         | 46° 31′ 19″ nord, 5° 24′ 22″ est | « PA39000112 » | Inscrit MH                                                                     | 2013        | Église Saint-Etienne de Châtel                                                 |
| Église de Gizia                                                                           | Gizia                      |         | 46° 31′ 42″ nord, 5° 25′ 18″ est |                |                                                                                |             | Église de Gizia                                                                |
| Église abbatiale de Granvaux de Grande-Rivière                                            | Grande-Rivière Château     |         | 46° 32′ 05″ nord, 5° 55′ 14″ est |                |                                                                                |             | Église abbatiale de Granvaux de Grande-Rivière                                 |
| Église Saint-Antoine de Granges-sur-Baume                                                 | Granges-sur-Baume          |         | 46° 42′ 48″ nord, 5° 38′ 41″ est | « IA00015484 » |                                                                                |             | Église Saint-Antoine de Granges-sur-Baume                                      |
| Église Saint-Saturnin de Graye-et-Charnay                                                 | Graye-et-Charnay           |         | 46° 28′ 02″ nord, 5° 27′ 03″ est |                |                                                                                |             | Église Saint-Saturnin de Graye-et-Charnay                                      |
| Église de l'Immaculée-Conception de Gredisans                                             | Gredisans                  |         | 47° 09′ 26″ nord, 5° 30′ 44″ est |                |                                                                                |             | Église de l'Immaculée-Conception de Gredisans                                  |
| Église de la Nativité-de-la-Vierge de Grozon                                              | Grozon                     |         | 46° 53′ 26″ nord, 5° 42′ 04″ est |                |                                                                                |             | Église de la Nativité-de-la-Vierge de Grozon                                   |
| Église Saint-André de Mirebel                                                             | Hauteroche                 |         | 46° 41′ 54″ nord, 5° 44′ 00″ est | « PA00101953 » | Inscrit MH                                                                     | 1939        | Église Saint-André de Mirebel                                                  |
| Église Saint-Jean-Baptiste de Crançot                                                     | Hauteroche                 |         | 46° 41′ 05″ nord, 5° 39′ 36″ est | « IA00015039 » |                                                                                |             | Église Saint-Jean-Baptiste de Crançot                                          |
| Église de l'Assomption-de-Notre-Dame de Morez                                             | Hauts de Bienne            |         | 46° 31′ 13″ nord, 6° 01′ 27″ est | « PA39000090 » | Inscrit MH                                                                     | 2009        | Église de l'Assomption-de-Notre-Dame de Morez                                  |
| Église Saint-Eustache de La Mouille                                                       | Hauts de Bienne            |         | 46° 30′ 06″ nord, 5° 58′ 39″ est | « IA39000556 » |                                                                                |             | Église Saint-Eustache de La Mouille                                            |
| Église Saint-Martin d'Ivory                                                               | Ivory                      |         | 46° 54′ 47″ nord, 5° 51′ 36″ est |                |                                                                                |             | Église Saint-Martin d'Ivory                                                    |
| Église Saint-Jacques d'Ivrey                                                              | Ivrey                      |         | 46° 59′ 26″ nord, 5° 53′ 40″ est |                |                                                                                |             | Église Saint-Jacques d'Ivrey                                                   |
| Église Saint-Léger de Jeurre                                                              | Jeurre                     |         | 46° 22′ 04″ nord, 5° 42′ 35″ est |                |                                                                                |             | Église Saint-Léger de Jeurre                                                   |
| Sanctuaire Notre-Dame de Mont-Roland                                                      | Jouhe                      |         | 47° 07′ 33″ nord, 5° 28′ 30″ est |                |                                                                                |             | Sanctuaire Notre-Dame de Mont-Roland                                           |
| Église Saint-Corneille de L'Étoile                                                        | L'Étoile                   |         | 46° 42′ 57″ nord, 5° 32′ 12″ est | « IA00015779 » |                                                                                |             | Église Saint-Corneille de L'Étoile                                             |
| Église Saint-Pierre de La Boissière                                                       | La Boissière               |         | 46° 25′ 24″ nord, 5° 31′ 42″ est |                |                                                                                |             | Église Saint-Pierre de La Boissière                                            |
| Église Saint-Laurent de Saint-Laurent-la-Roche                                            | La Chailleuse              |         | 46° 35′ 56″ nord, 5° 30′ 47″ est | « PA00102018 » | Classé MH                                                                      | 1990        | Église Saint-Laurent de Saint-Laurent-la-Roche                                 |
| Église Sainte-Madeleine de Varessia                                                       | La Chailleuse              |         | 46° 33′ 34″ nord, 5° 32′ 23″ est | « PA00135341 » | Inscrit MH                                                                     | 1995        | Église Sainte-Madeleine de Varessia                                            |
| Église Saint-Laurent d'Arthenas                                                           | La Chailleuse              |         | 46° 35′ 10″ nord, 5° 31′ 51″ est |                |                                                                                |             | Église Saint-Laurent d'Arthenas                                                |
| Église Saint-Pierre de La Chapelle-sur-Furieuse                                           | La Chapelle-sur-Furieuse   |         | 46° 59′ 56″ nord, 5° 51′ 35″ est |                |                                                                                |             | Église Saint-Pierre de La Chapelle-sur-Furieuse                                |
| Église de l'Assomption-de-la-Bienheureuse-Vierge-Marie de La Chassagne                    | La Chassagne               |         | 46° 51′ 48″ nord, 5° 27′ 21″ est |                |                                                                                |             | Église de l'Assomption-de-la-Bienheureuse-Vierge-Marie de La Chassagne         |
| Église Saint-Point de La Chaux-du-Dombief                                                 | La Chaux-du-Dombief        |         | 46° 36′ 16″ nord, 5° 54′ 12″ est | « IA39001871 » |                                                                                |             | Église Saint-Point de La Chaux-du-Dombief                                      |
| Église Saint-Just de La Châtelaine                                                        | La Châtelaine              |         | 46° 52′ 35″ nord, 5° 49′ 00″ est |                |                                                                                |             | Église Saint-Just de La Châtelaine                                             |
| Église Saint-Philibert de La Ferté                                                        | La Ferté                   |         | 46° 56′ 27″ nord, 5° 39′ 37″ est |                |                                                                                |             | Église Saint-Philibert de La Ferté                                             |
| Église Saint-Nithier de La Frasnée                                                        | La Frasnée                 |         | 46° 33′ 24″ nord, 5° 48′ 39″ est |                |                                                                                |             | Église Saint-Nithier de La Frasnée                                             |
| Église Saint-Jean-Baptiste de La Loye                                                     | La Loye                    |         | 47° 01′ 37″ nord, 5° 33′ 27″ est | « PA00101946 » | Inscrit MH Clocher                                                             | 1970        | Église Saint-Jean-Baptiste de La Loye                                          |
| Église de la Sainte-Trinité de La Marre                                                   | La Marre                   |         | 46° 44′ 07″ nord, 5° 41′ 55″ est | « IA00015517 » |                                                                                |             | Église de la Sainte-Trinité de La Marre                                        |
| Église Saint-Oyant de La Pesse                                                            | La Pesse                   |         | 46° 17′ 09″ nord, 5° 50′ 51″ est |                |                                                                                |             | Église Saint-Oyant de La Pesse                                                 |
| Église Saint-Cyr-et-Sainte-Julitte                                                        | La Rixouse                 |         | 46° 28′ 03″ nord, 5° 53′ 10″ est | « PA39000118 » | Inscrit MH                                                                     | 2013        | Église Saint-Cyr-et-Sainte-Julitte                                             |
| Église Saint-Christophe de La Tour-du-Meix                                                | La Tour-du-Meix            |         | 46° 32′ 07″ nord, 5° 39′ 47″ est | « PA00102047 » | Inscrit MH                                                                     | 1946        | Église Saint-Christophe de La Tour-du-Meix                                     |
| Église de la Nativité-de-la-Sainte-Vierge de La Vieille-Loye                              | La Vieille-Loye            |         | 47° 02′ 29″ nord, 5° 37′ 55″ est |                |                                                                                |             | Image manquante Téléverser                                                     |
| Église de la Nativité de Lac-des-Rouges-Truites                                           | Lac-des-Rouges-Truites     |         | 46° 36′ 23″ nord, 5° 59′ 50″ est |                |                                                                                |             | Église de la Nativité de Lac-des-Rouges-Truites                                |
| Église Saint-Bruno de Ladoye-sur-Seille                                                   | Ladoye-sur-Seille          |         | 46° 45′ 44″ nord, 5° 41′ 00″ est |                |                                                                                |             | Image manquante Téléverser                                                     |
| Église Saint-Jacques-et-Saint-Christophe de Mijoux                                        | Lajoux                     |         | 46° 22′ 04″ nord, 5° 59′ 40″ est | « IA39000118 » |                                                                                |             | Église Saint-Jacques-et-Saint-Christophe de Mijoux                             |
| Église Saint-François-de-Sales de Lamoura                                                 | Lamoura                    |         | 46° 23′ 42″ nord, 5° 58′ 00″ est | « IA39000119 » |                                                                                |             | Église Saint-François-de-Sales de Lamoura                                      |
| Église Saint-Gervais-et-Saint-Protais de Larnaud                                          | Larnaud                    |         | 46° 42′ 42″ nord, 5° 27′ 11″ est | « IA00015222 » |                                                                                |             | Église Saint-Gervais-et-Saint-Protais de Larnaud                               |
| Église Saint-Georges de Larrivoire                                                        | Larrivoire                 |         | 46° 20′ 34″ nord, 5° 47′ 09″ est | « IA00123664 » |                                                                                |             | Église Saint-Georges de Larrivoire                                             |
| Église Saint-Georges de Lavancia-Epercy                                                   | Lavancia-Epercy            |         | 46° 19′ 49″ nord, 5° 40′ 43″ est | « PA39000126 » | Inscrit MH                                                                     | 2015        | Église Saint-Georges de Lavancia-Epercy                                        |
| Église Saint-Maurice de Lavangeot                                                         | Lavangeot                  |         | 47° 09′ 07″ nord, 5° 36′ 37″ est |                |                                                                                |             | Église Saint-Maurice de Lavangeot                                              |
| Église Saint-Didier de Lavans-lès-Dole                                                    | Lavans-lès-Dole            |         | 47° 09′ 22″ nord, 5° 37′ 36″ est |                |                                                                                |             | Église Saint-Didier de Lavans-lès-Dole                                         |
| Église de l'Assomption de Lavans-lès-Saint-Claude                                         | Lavans-lès-Saint-Claude    |         | 46° 23′ 04″ nord, 5° 46′ 53″ est | « IA39000122 » |                                                                                |             | Église de l'Assomption de Lavans-lès-Saint-Claude                              |
| Église Sainte-Marie-Madeleine de Lavigny                                                  | Lavigny                    |         | 46° 43′ 01″ nord, 5° 35′ 45″ est | « IA00015499 » |                                                                                |             | Image manquante Téléverser                                                     |
| Église de la Nativité-de-la-Bienheureuse-Vierge-Marie du Deschaux                         | Le Deschaux                |         | 46° 57′ 06″ nord, 5° 30′ 10″ est |                |                                                                                |             | Église de la Nativité-de-la-Bienheureuse-Vierge-Marie du Deschaux              |
| Église de la Nativité-de-Saint-Jean-Baptiste du Fied                                      | Le Fied                    |         | 46° 46′ 11″ nord, 5° 42′ 55″ est | « IA00015457 » |                                                                                |             | Église de la Nativité-de-Saint-Jean-Baptiste du Fied                           |
| Église Saint-Claude-et-Saint-Roch du Frasnois                                             | Le Frasnois                |         | 46° 38′ 17″ nord, 5° 53′ 59″ est |                |                                                                                |             | Église Saint-Claude-et-Saint-Roch du Frasnois                                  |
| Église de la Nativité-de-la-Vierge du Larderet                                            | Le Larderet                |         | 46° 48′ 59″ nord, 5° 56′ 51″ est |                |                                                                                |             | Église de la Nativité-de-la-Vierge du Larderet                                 |
| Église Saint-Nicolas du Pasquier                                                          | Le Pasquier                |         | 46° 48′ 05″ nord, 5° 54′ 26″ est |                |                                                                                |             | Église Saint-Nicolas du Pasquier                                               |
| Église de la Nativité-de-la-Sainte-Vierge du Vaudioux                                     | Le Vaudioux                |         | 46° 41′ 36″ nord, 5° 55′ 24″ est |                |                                                                                |             | Église de la Nativité-de-la-Sainte-Vierge du Vaudioux                          |
| Église Sainte-Marie-Madeleine de Lect                                                     | Lect                       |         | 46° 23′ 21″ nord, 5° 40′ 36″ est |                |                                                                                |             | Église Sainte-Marie-Madeleine de Lect                                          |
| Église Saint-Maurice de Lemuy                                                             | Lemuy                      |         | 46° 53′ 48″ nord, 5° 58′ 13″ est | « PA39000095 » | Inscrit MH                                                                     | 2009        | Image manquante Téléverser                                                     |
| Église Saint-Grégoire des Arsures                                                         | Les Arsures                |         | 46° 56′ 56″ nord, 5° 47′ 30″ est |                |                                                                                |             | Église Saint-Grégoire des Arsures                                              |
| Église de l'Assomption-de-la-Vierge des Bouchoux                                          | Les Bouchoux               |         | 46° 17′ 50″ nord, 5° 49′ 01″ est | « IA00123662 » |                                                                                |             | Église de l'Assomption-de-la-Vierge des Bouchoux                               |
| Église Saint-Sébastien-et-Saint-Ignace des Chalesmes                                      | Les Chalesmes              |         | 46° 40′ 48″ nord, 6° 01′ 27″ est |                |                                                                                |             | Image manquante Téléverser                                                     |
| Église Saint-Antoine des Crozets                                                          | Les Crozets                |         | 46° 27′ 38″ nord, 5° 47′ 36″ est |                |                                                                                |             | Église Saint-Antoine des Crozets                                               |
| Église Saint-Vincent des Deux-Fays                                                        | Les Deux-Fays              |         | 46° 52′ 57″ nord, 5° 28′ 52″ est |                |                                                                                |             | Église Saint-Vincent des Deux-Fays                                             |
| Église Saint-Louis des Essards-Taignevaux                                                 | Les Essards-Taignevaux     |         | 46° 54′ 41″ nord, 5° 25′ 04″ est |                |                                                                                |             | Église Saint-Louis des Essards-Taignevaux                                      |
| Église Saint-Joseph des Moussières                                                        | Les Moussières             |         | 46° 19′ 33″ nord, 5° 53′ 25″ est | « IA00123665 » |                                                                                |             | Image manquante Téléverser                                                     |
| Église Saint-Claude des Nans                                                              | Les Nans                   |         | 46° 47′ 25″ nord, 5° 58′ 28″ est |                |                                                                                |             | Église Saint-Claude des Nans                                                   |
| Église Saint-Remy des Piards                                                              | Les Piards                 |         | 46° 29′ 44″ nord, 5° 49′ 53″ est |                |                                                                                |             | Image manquante Téléverser                                                     |
| Église Saint-Jean-Baptiste des Planches-en-Montagne                                       | Les Planches-en-Montagne   |         | 46° 39′ 13″ nord, 6° 00′ 33″ est |                |                                                                                |             | Église Saint-Jean-Baptiste des Planches-en-Montagne                            |
| Église de la Nativité-de-la-Mère-de-Dieu des Planches-près-Arbois                         | Les Planches-près-Arbois   |         | 46° 52′ 44″ nord, 5° 48′ 22″ est |                |                                                                                |             | Église de la Nativité-de-la-Mère-de-Dieu des Planches-près-Arbois              |
| Église Saint-Pierre des Rousses                                                           | Les Rousses                |         | 46° 29′ 10″ nord, 6° 03′ 42″ est | « IA39000567 » |                                                                                |             | Église Saint-Pierre des Rousses                                                |
| Église Saint-Martin de Nanc-lès-Saint-Amour                                               | Les Trois-Châteaux         |         | 46° 25′ 28″ nord, 5° 21′ 27″ est | « PA00101970 » | Inscrit MH                                                                     | 1961        | Église Saint-Martin de Nanc-lès-Saint-Amour                                    |
| Église Saint-Denis de Leschères                                                           | Leschères                  |         | 46° 27′ 07″ nord, 5° 49′ 38″ est | « IA39000123 » |                                                                                |             | Église Saint-Denis de Leschères                                                |
| Église Saint-Maurice de Loisia                                                            | Loisia                     |         | 46° 28′ 59″ nord, 5° 27′ 28″ est |                |                                                                                |             | Église Saint-Maurice de Loisia                                                 |
| Église Saint-Martin de Lombard                                                            | Lombard                    |         | 46° 46′ 57″ nord, 5° 30′ 38″ est | « IA00015303 » |                                                                                |             | Église Saint-Martin de Lombard                                                 |
| Église Saint-Jean-Baptiste de Longchaumois                                                | Longchaumois               |         | 46° 27′ 36″ nord, 5° 55′ 53″ est | « IA39000589 » |                                                                                |             | Image manquante Téléverser                                                     |
| Église Sainte-Anne de Longcochon                                                          | Longcochon                 |         | 46° 46′ 29″ nord, 6° 04′ 13″ est |                |                                                                                |             | Église Sainte-Anne de Longcochon                                               |
| Église de l'Assomption-de-Notre-Dame de Longwy-sur-le-Doubs                               | Longwy-sur-le-Doubs        |         | 46° 57′ 28″ nord, 5° 22′ 18″ est |                |                                                                                |             | Église de l'Assomption-de-Notre-Dame de Longwy-sur-le-Doubs                    |
| Église Saint-Désiré de Lons-le-Saunier                                                    | Lons-le-Saunier            |         | 46° 40′ 19″ nord, 5° 33′ 03″ est | « PA00101890 » | Classé MH Crypte ; Inscrit MH Eglise (à l'exception de la crypte déjà classée) | 1908 ; 1927 | Église Saint-Désiré de Lons-le-Saunier                                         |
| Église des Cordeliers de Lons-le-Saunier                                                  | Lons-le-Saunier            |         | 46° 40′ 27″ nord, 5° 33′ 21″ est | « PA00101889 » | Inscrit MH                                                                     | 1999        | Église des Cordeliers de Lons-le-Saunier                                       |
| Église Saint-Luc des Mouillères                                                           | Lons-le-Saunier            |         | 46° 40′ 25″ nord, 5° 34′ 21″ est |                |                                                                                |             | Image manquante Téléverser                                                     |
| Église Saint-Laurent de Loulle                                                            | Loulle                     |         | 46° 42′ 27″ nord, 5° 52′ 53″ est |                |                                                                                |             | Église Saint-Laurent de Loulle                                                 |
| Église Saint-Martin de Louvatange                                                         | Louvatange                 |         | 47° 11′ 46″ nord, 5° 43′ 00″ est |                |                                                                                |             | Église Saint-Martin de Louvatange                                              |
| Église de l'Assomption-de-la-Mère-de-Dieu de Louvenne                                     | Louvenne                   |         | 46° 25′ 10″ nord, 5° 28′ 16″ est |                |                                                                                |             | Église de l'Assomption-de-la-Mère-de-Dieu de Louvenne                          |
| Église de la Nativité-de-la-Bienheureuse-Vierge-Marie de Macornay                         | Macornay                   |         | 46° 38′ 39″ nord, 5° 32′ 29″ est | « IA00015809 » |                                                                                |             | Église de la Nativité-de-la-Bienheureuse-Vierge-Marie de Macornay              |
| Église Saint-Michel de Malange                                                            | Malange                    |         | 47° 10′ 33″ nord, 5° 36′ 51″ est |                |                                                                                |             | Église Saint-Michel de Malange                                                 |
| Église Saint-Germain de Mantry                                                            | Mantry                     |         | 46° 47′ 47″ nord, 5° 33′ 38″ est | « IA00015309 » |                                                                                |             | Église Saint-Germain de Mantry                                                 |
| Église Saint-Sébastien de Marigna-sur-Valouse                                             | Marigna-sur-Valouse        |         | 46° 26′ 54″ nord, 5° 31′ 43″ est |                |                                                                                |             | Église Saint-Sébastien de Marigna-sur-Valouse                                  |
| Église Saint-Théodule de Marigny                                                          | Marigny                    |         | 46° 40′ 58″ nord, 5° 47′ 00″ est |                |                                                                                |             | Église Saint-Théodule de Marigny                                               |
| Église Saint-Michel de Marnoz                                                             | Marnoz                     |         | 46° 56′ 51″ nord, 5° 50′ 32″ est |                |                                                                                |             | Église Saint-Michel de Marnoz                                                  |
| Église Saint-Sébastien de Marnézia                                                        | Marnézia                   |         | 46° 34′ 29″ nord, 5° 38′ 25″ est |                |                                                                                |             | Église Saint-Sébastien de Marnézia                                             |
| Église Saint-Jacques de Martigna                                                          | Martigna                   |         | 46° 23′ 18″ nord, 5° 41′ 57″ est |                |                                                                                |             | Image manquante Téléverser                                                     |
| Église Saint-Pierre de Mathenay                                                           | Mathenay                   |         | 46° 56′ 01″ nord, 5° 41′ 30″ est |                |                                                                                |             | Église Saint-Pierre de Mathenay                                                |
| Église Saint-Cloud de Maynal                                                              | Maynal                     |         | 46° 33′ 30″ nord, 5° 25′ 20″ est | « PA00135335 » | Inscrit MH                                                                     | 1995        | Église Saint-Cloud de Maynal                                                   |
| Église Saint-Pierre de Menotey                                                            | Menotey                    |         | 47° 09′ 41″ nord, 5° 29′ 53″ est |                |                                                                                |             | Église Saint-Pierre de Menotey                                                 |
| Église Saint-Symphorien de Menétru-le-Vignoble                                            | Menétru-le-Vignoble        |         | 46° 46′ 03″ nord, 5° 37′ 18″ est | « IA00015527 » |                                                                                |             | Église Saint-Symphorien de Menétru-le-Vignoble                                 |
| Église Saint-Oyan de Mesnay                                                               | Mesnay                     |         | 46° 54′ 06″ nord, 5° 47′ 34″ est |                |                                                                                |             | Église Saint-Oyan de Mesnay                                                    |
| Église Saint-Désiré de Messia-sur-Sorne                                                   | Messia-sur-Sorne           |         | 46° 39′ 42″ nord, 5° 31′ 16″ est | « IA00015828 » |                                                                                |             | Église Saint-Désiré de Messia-sur-Sorne                                        |
| Église de l'Assomption-de-la-Mère-de-Dieu de Meussia                                      | Meussia                    |         | 46° 29′ 55″ nord, 5° 43′ 37″ est |                |                                                                                |             | Église de l'Assomption-de-la-Mère-de-Dieu de Meussia                           |
| Église Saint-Michel de Mignovillard                                                       | Mignovillard               |         | 46° 47′ 34″ nord, 6° 07′ 33″ est |                |                                                                                |             | Église Saint-Michel de Mignovillard                                            |
| Église Saint-Germain de Mièges                                                            | Mièges                     |         | 46° 47′ 00″ nord, 6° 02′ 21″ est | « PA00101951 » | Inscrit MH                                                                     | 2009        | Église Saint-Germain de Mièges                                                 |
| Église Notre-Dame-de-l'Ermitage de Mièges                                                 | Mièges                     |         | 46° 46′ 54″ nord, 6° 02′ 30″ est |                |                                                                                |             | Église Notre-Dame-de-l'Ermitage de Mièges                                      |
| Église Saint-Laurent de Miéry                                                             | Miéry                      |         | 46° 48′ 48″ nord, 5° 40′ 28″ est |                |                                                                                |             | Église Saint-Laurent de Miéry                                                  |
| Église Saint-Nicolas de Moirans-en-Montagne                                               | Moirans-en-Montagne        |         | 46° 25′ 48″ nord, 5° 43′ 34″ est | « PA39000076 » | Inscrit MH                                                                     | 2007        | Église Saint-Nicolas de Moirans-en-Montagne                                    |
| Église Saint-Sébastien de Moiron                                                          | Moiron                     |         | 46° 38′ 15″ nord, 5° 33′ 45″ est | « IA00015833 » |                                                                                |             | Image manquante Téléverser                                                     |
| Église Saint-Gengoul de Moissey                                                           | Moissey                    |         | 47° 11′ 49″ nord, 5° 31′ 27″ est |                |                                                                                |             | Église Saint-Gengoul de Moissey                                                |
| Église Saint-Viatre de Molain                                                             | Molain                     |         | 46° 49′ 27″ nord, 5° 48′ 22″ est |                |                                                                                |             | Église Saint-Viatre de Molain                                                  |
| Église Saint-Antoine-et-Saint-Éloi de Molamboz                                            | Molamboz                   |         | 46° 56′ 21″ nord, 5° 41′ 12″ est |                |                                                                                |             | Église Saint-Antoine-et-Saint-Éloi de Molamboz                                 |
| Église Saint-Germain-d'Auxerre de Molay                                                   | Molay                      |         | 47° 01′ 11″ nord, 5° 25′ 12″ est |                |                                                                                |             | Église Saint-Germain-d'Auxerre de Molay                                        |
| Église Saint-Léger de Molinges                                                            | Molinges                   |         | 46° 21′ 22″ nord, 5° 45′ 53″ est | « IA39000124 » |                                                                                |             | Église Saint-Léger de Molinges                                                 |
| Église de l'Assomption-de-la-Mère-de-Dieu de Monay                                        | Monay                      |         | 46° 50′ 06″ nord, 5° 35′ 36″ est | « IA00015318 » |                                                                                |             | Église de l'Assomption-de-la-Mère-de-Dieu de Monay                             |
| Église Saint-Maurice de Monnet-la-Ville                                                   | Monnet-la-Ville            |         | 46° 42′ 53″ nord, 5° 47′ 48″ est |                |                                                                                |             | Église Saint-Maurice de Monnet-la-Ville                                        |
| Église Saint-Hippolyte de Monnetay                                                        | Monnetay                   |         | 46° 27′ 07″ nord, 5° 30′ 47″ est |                |                                                                                |             | Église Saint-Hippolyte de Monnetay                                             |
| Église Saint-Roch de Monnières                                                            | Monnières                  |         | 47° 06′ 49″ nord, 5° 27′ 42″ est |                |                                                                                |             | Église Saint-Roch de Monnières                                                 |
| Église de l'Assomption-de-la-Vierge de Mont-sous-Vaudrey                                  | Mont-sous-Vaudrey          |         | 46° 58′ 45″ nord, 5° 36′ 08″ est |                |                                                                                |             | Église de l'Assomption-de-la-Vierge de Mont-sous-Vaudrey                       |
| Église de l'Assomption de Mont-sur-Monnet                                                 | Mont-sur-Monnet            |         | 46° 42′ 31″ nord, 5° 50′ 05″ est |                |                                                                                |             | Église de l'Assomption de Mont-sur-Monnet                                      |
| Église Saint-Pierre-ès-Liens de Montagna-le-Reconduit                                     | Montagna-le-Reconduit      |         | 46° 27′ 33″ nord, 5° 23′ 11″ est |                |                                                                                |             | Église Saint-Pierre-ès-Liens de Montagna-le-Reconduit                          |
| Église Saint-Étienne de Montagna-le-Templier                                              | Montagna-le-Templier       |         | 46° 21′ 14″ nord, 5° 27′ 16″ est |                |                                                                                |             | Église Saint-Étienne de Montagna-le-Templier                                   |
| Église Saint-Blaise de Montaigu                                                           | Montaigu                   |         | 46° 39′ 35″ nord, 5° 34′ 00″ est | « PA00101958 » | Inscrit MH                                                                     | 1946        | Église Saint-Blaise de Montaigu                                                |
| Église Saint-Étienne de Montaigu                                                          | Montaigu                   |         | 46° 39′ 28″ nord, 5° 35′ 19″ est |                |                                                                                |             | Image manquante Téléverser                                                     |
| Église Saint-Pierre de Montain                                                            | Montain                    |         | 46° 43′ 22″ nord, 5° 34′ 48″ est |                |                                                                                |             | Image manquante Téléverser                                                     |
| Église Saint-Pierre-et-Saint-Paul de Montbarrey                                           | Montbarrey                 |         | 47° 01′ 10″ nord, 5° 38′ 25″ est |                |                                                                                |             | Église Saint-Pierre-et-Saint-Paul de Montbarrey                                |
| Église Saint-Maurice de Montcusel                                                         | Montcusel                  |         | 46° 21′ 06″ nord, 5° 39′ 38″ est |                |                                                                                |             | Église Saint-Maurice de Montcusel                                              |
| Église Sainte-Catherine de Montfleur                                                      | Montfleur                  |         | 46° 19′ 51″ nord, 5° 26′ 10″ est | « PA00125408 » | Inscrit MH                                                                     | 1993        | Église Sainte-Catherine de Montfleur                                           |
| Église Saint-Michel de Montholier                                                         | Montholier                 |         | 46° 53′ 52″ nord, 5° 38′ 44″ est |                |                                                                                |             | Église Saint-Michel de Montholier                                              |
| Église Saint-Grégoire-le-Grand de Montigny-lès-Arsures                                    | Montigny-lès-Arsures       |         | 46° 55′ 26″ nord, 5° 46′ 47″ est | « PA00101961 » | Inscrit MH                                                                     | 1981        | Église Saint-Grégoire-le-Grand de Montigny-lès-Arsures                         |
| Église Saint-Pierre-ès-Liens de Dessia                                                    | Montlainsia                |         | 46° 23′ 04″ nord, 5° 30′ 02″ est |                |                                                                                |             | Église Saint-Pierre-ès-Liens de Dessia                                         |
| Église Sainte-Anne de Montlainsia                                                         | Montlainsia                |         | 46° 23′ 20″ nord, 5° 29′ 16″ est |                |                                                                                |             | Église Sainte-Anne de Montlainsia                                              |
| Église Saint-Didier de Montmirey-la-Ville                                                 | Montmirey-la-Ville         |         | 47° 13′ 00″ nord, 5° 31′ 14″ est |                |                                                                                |             | Église Saint-Didier de Montmirey-la-Ville                                      |
| Église de la Nativité-de-la-Vierge de Montmirey-le-Château                                | Montmirey-le-Château       |         | 47° 13′ 22″ nord, 5° 32′ 12″ est |                |                                                                                |             | Église de la Nativité-de-la-Vierge de Montmirey-le-Château                     |
| Église Saint-Grégoire de Montmorot                                                        | Montmorot                  |         | 46° 40′ 42″ nord, 5° 31′ 47″ est | « IA00015840 » |                                                                                |             | Église Saint-Grégoire de Montmorot                                             |
| Église Saint-Denis de Montrond                                                            | Montrond                   |         | 46° 47′ 49″ nord, 5° 49′ 53″ est |                |                                                                                |             | Image manquante Téléverser                                                     |
| Église Saint-Michel de Morbier                                                            | Morbier                    |         | 46° 32′ 11″ nord, 6° 00′ 59″ est | « PA39000089 » | Inscrit MH                                                                     | 2009        | Église Saint-Michel de Morbier                                                 |
| Église de l'Assomption-de-la-Vierge, de Saint-Éloi et de Saint-François-d'Assise de Morez | Morez                      |         | 46° 31′ 05″ nord, 6° 01′ 24″ est |                |                                                                                |             | Image manquante Téléverser                                                     |
| Église Saint-Michel de Morêtel-de-Mailles                                                 | Morêtel-de-Mailles         |         | 45° 22′ 01″ nord, 6° 01′ 01″ est |                |                                                                                |             | Église Saint-Michel de Morêtel-de-Mailles                                      |
| Église de la Sainte-Trinité de Mouchard                                                   | Mouchard                   |         | 46° 58′ 36″ nord, 5° 47′ 49″ est |                |                                                                                |             | Église de la Sainte-Trinité de Mouchard                                        |
| Église de l'Assomption-de-la-Mère-de-Dieu de Moutonne                                     | Moutonne                   |         | 46° 31′ 32″ nord, 5° 33′ 37″ est |                |                                                                                |             | Église de l'Assomption-de-la-Mère-de-Dieu de Moutonne                          |
| Église de l'Assomption de Mutigney                                                        | Mutigney                   |         | 47° 16′ 40″ nord, 5° 32′ 34″ est |                |                                                                                |             | Église de l'Assomption de Mutigney                                             |
| Église Saint-Pierre-et-Saint-Paul de Méaudre                                              | Méaudre                    |         | 45° 07′ 34″ nord, 5° 31′ 38″ est |                |                                                                                |             | Église Saint-Pierre-et-Saint-Paul de Méaudre                                   |
| Église Saint-Valérien de Nance                                                            | Nance                      |         | 46° 44′ 22″ nord, 5° 25′ 33″ est | « IA00015231 » |                                                                                |             | Église Saint-Valérien de Nance                                                 |
| Église de la Sainte-Trinité de Chaux-des-Prés                                             | Nanchez                    |         | 46° 30′ 29″ nord, 5° 52′ 05″ est | « IA39001791 » |                                                                                |             | Église de la Sainte-Trinité de Chaux-des-Prés                                  |
| Église Saint-Augustin de Prénovel                                                         | Nanchez                    |         | 46° 30′ 40″ nord, 5° 50′ 25″ est | « IA39001647 » |                                                                                |             | Église Saint-Augustin de Prénovel                                              |
| Église de l'Assomption de Nantey                                                          | Nantey                     |         | 46° 24′ 29″ nord, 5° 24′ 10″ est |                |                                                                                |             | Image manquante Téléverser                                                     |
| Église Saint-Etienne et la croix de cimetière de Neublans                                 | Neublans-Abergement        |         | 46° 54′ 48″ nord, 5° 19′ 51″ est | « PA39000117 » | Inscrit MH                                                                     | 2013        | Image manquante Téléverser                                                     |
| Église Saint-Pierre-et-Saint-Paul de Nevy-lès-Dole                                        | Nevy-lès-Dole              |         | 47° 00′ 09″ nord, 5° 31′ 07″ est |                |                                                                                |             | Église Saint-Pierre-et-Saint-Paul de Nevy-lès-Dole                             |
| Église Saint-Joseph de Nevy-sur-Seille                                                    | Nevy-sur-Seille            |         | 46° 44′ 33″ nord, 5° 37′ 47″ est | « IA00015546 » |                                                                                |             | Image manquante Téléverser                                                     |
| Ancienne église Saint-Joseph de Nevy-sur-Seille                                           | Nevy-sur-Seille            |         | 46° 44′ 31″ nord, 5° 37′ 48″ est |                |                                                                                |             | Image manquante Téléverser                                                     |
| Église Saint-Martin de Ney                                                                | Ney                        |         | 46° 44′ 09″ nord, 5° 53′ 22″ est |                |                                                                                |             | Église Saint-Martin de Ney                                                     |
| Église Saint-Barthélemy de Nogna                                                          | Nogna                      |         | 46° 35′ 58″ nord, 5° 38′ 27″ est | « IA00015075 » |                                                                                |             | Image manquante Téléverser                                                     |
| Église Saint-Antoine de Nozeroy                                                           | Nozeroy                    |         | 46° 46′ 26″ nord, 6° 02′ 13″ est | « PA00101975 » | Inscrit MH                                                                     | 1927        | Église Saint-Antoine de Nozeroy                                                |
| Église de l'Assomption d'Offlanges                                                        | Offlanges                  |         | 47° 12′ 26″ nord, 5° 33′ 00″ est | « PA00101977 » | Classé MH                                                                      | 2003        | Église de l'Assomption d'Offlanges                                             |
| Église Saint-Claude d'Onglières                                                           | Onglières                  |         | 46° 47′ 41″ nord, 6° 00′ 42″ est |                |                                                                                |             | Église Saint-Claude d'Onglières                                                |
| Église de la Nativité-de-la-Sainte-Vierge d'Onoz                                          | Onoz                       |         | 46° 27′ 24″ nord, 5° 39′ 08″ est |                |                                                                                |             | Image manquante Téléverser                                                     |
| Église Saint-Étienne d'Orchamps                                                           | Orchamps                   |         | 47° 08′ 56″ nord, 5° 39′ 26″ est | « PA00101979 » | Classé MH Chœur et chapelle Renaissance                                        | 1910        | Église Saint-Étienne d'Orchamps                                                |
| Église Notre-Dame-de-l'Assomption d'Orgelet                                               | Orgelet                    |         | 46° 31′ 17″ nord, 5° 36′ 40″ est | « PA00101982 » | Classé MH                                                                      | 1913        | Église Notre-Dame-de-l'Assomption d'Orgelet                                    |
| Église de l'Assomption-de-Notre-Dame de Sézéria                                           | Orgelet                    |         | 46° 31′ 04″ nord, 5° 34′ 34″ est | « PA39000037 » | Inscrit MH                                                                     | 1998        | Église de l'Assomption-de-Notre-Dame de Sézéria                                |
| Église Saint-Bernard d'Ougney                                                             | Ougney                     |         | 47° 14′ 26″ nord, 5° 40′ 00″ est |                |                                                                                |             | Église Saint-Bernard d'Ougney                                                  |
| Église Saint-Maurice d'Ounans                                                             | Ounans                     |         | 46° 59′ 43″ nord, 5° 39′ 59″ est |                |                                                                                |             | Église Saint-Maurice d'Ounans                                                  |
| Église Saint-Pierre d'Our                                                                 | Our                        |         | 47° 07′ 57″ nord, 5° 39′ 02″ est |                |                                                                                |             | Église Saint-Pierre d'Our                                                      |
| Église Saint-Léger de Pagney                                                              | Pagney                     |         | 47° 14′ 56″ nord, 5° 42′ 08″ est |                |                                                                                |             | Église Saint-Léger de Pagney                                                   |
| Église Saint-Jacques-et-Saint-Philippe de Pannessières                                    | Pannessières               |         | 46° 41′ 55″ nord, 5° 35′ 52″ est | « IA00015080 » |                                                                                |             | Église Saint-Jacques-et-Saint-Philippe de Pannessières                         |
| Église Saint-Germain de Parcey                                                            | Parcey                     |         | 47° 01′ 24″ nord, 5° 29′ 01″ est | « PA00101987 » | Inscrit MH partiellement                                                       | 1938        | Église Saint-Germain de Parcey                                                 |
| Église dédiée à l'Invention-des-Reliques-de-Saint-Étienne de Passenans                    | Passenans                  |         | 46° 47′ 52″ nord, 5° 37′ 03″ est | « IA00015320 » |                                                                                |             | Église dédiée à l'Invention-des-Reliques-de-Saint-Étienne de Passenans         |
| Église Saint-Sébastien de Peintre                                                         | Peintre                    |         | 47° 11′ 38″ nord, 5° 28′ 49″ est |                |                                                                                |             | Église Saint-Sébastien de Peintre                                              |
| Ancienne église Saint-Jean-Baptiste de Perrigny                                           | Perrigny                   |         | 46° 40′ 09″ nord, 5° 35′ 15″ est | « PA39000026 » | Inscrit MH                                                                     | 1997        | Image manquante Téléverser                                                     |
| Église Saint-Jean-Baptiste de Perrigny                                                    | Perrigny                   |         | 46° 40′ 07″ nord, 5° 35′ 04″ est | « IA00015089 » |                                                                                |             | Image manquante Téléverser                                                     |
| Église Saint-Martin de Peseux                                                             | Peseux                     |         | 46° 59′ 34″ nord, 5° 22′ 09″ est |                |                                                                                |             | Église Saint-Martin de Peseux                                                  |
| Église Saint-Pierre-ès-Liens de Petit-Noir                                                | Petit-Noir                 |         | 46° 56′ 08″ nord, 5° 20′ 34″ est |                |                                                                                |             | Église Saint-Pierre-ès-Liens de Petit-Noir                                     |
| Église Saint-Antoine de Picarreau                                                         | Picarreau                  |         | 46° 45′ 12″ nord, 5° 44′ 37″ est |                |                                                                                |             | Image manquante Téléverser                                                     |
| Église Saint-Martin de Pimorin                                                            | Pimorin                    |         | 46° 30′ 08″ nord, 5° 30′ 02″ est |                |                                                                                |             | Église Saint-Martin de Pimorin                                                 |
| Église Saint-Rémy de Plainoiseau                                                          | Plainoiseau                |         | 46° 43′ 47″ nord, 5° 33′ 20″ est |                |                                                                                |             | Église Saint-Rémy de Plainoiseau                                               |
| Église Saint-Étienne de Plaisia                                                           | Plaisia                    |         | 46° 31′ 58″ nord, 5° 37′ 55″ est | « PA00101992 » | Inscrit MH                                                                     | 1982        | Église Saint-Étienne de Plaisia                                                |
| Église Saint-Donat de Plasne                                                              | Plasne                     |         | 46° 48′ 15″ nord, 5° 40′ 54″ est |                |                                                                                |             | Église Saint-Donat de Plasne                                                   |
| Église Saint-Laurent de Pleure                                                            | Pleure                     |         | 46° 54′ 55″ nord, 5° 27′ 27″ est |                |                                                                                |             | Église Saint-Laurent de Pleure                                                 |
| Église Saint-Anatoile de Plénise                                                          | Plénise                    |         | 46° 48′ 23″ nord, 6° 01′ 49″ est |                |                                                                                |             | Église Saint-Anatoile de Plénise                                               |
| Église Sainte-Barbe de Poids-de-Fiole                                                     | Poids-de-Fiole             |         | 46° 35′ 47″ nord, 5° 37′ 46″ est |                |                                                                                |             | Image manquante Téléverser                                                     |
| Église Saint-Didier de Pointre                                                            | Pointre                    |         | 47° 13′ 29″ nord, 5° 30′ 01″ est |                |                                                                                |             | Église Saint-Didier de Pointre                                                 |
| Collégiale Saint-Hippolyte de Poligny                                                     | Poligny                    |         | 46° 50′ 14″ nord, 5° 42′ 38″ est | « PA00101998 » | Classé MH                                                                      | 1911        | Collégiale Saint-Hippolyte de Poligny                                          |
| Église Notre-Dame de Mouthier-le-Vieillard                                                | Poligny                    |         | 46° 49′ 57″ nord, 5° 42′ 14″ est | « PA00101997 » | Classé MH                                                                      | 1911        | Église Notre-Dame de Mouthier-le-Vieillard                                     |
| Couvent des Jacobins de Poligny                                                           | Poligny                    |         | 46° 50′ 06″ nord, 5° 42′ 35″ est | « PA00101995 » | Classé MH                                                                      | 1945        | Couvent des Jacobins de Poligny                                                |
| Église Saints-Melchior-Gaspard-et-Balthazar de Pont-d'Héry                                | Pont-d'Héry                |         | 46° 52′ 15″ nord, 5° 53′ 58″ est |                |                                                                                |             | Église Saints-Melchior-Gaspard-et-Balthazar de Pont-d'Héry                     |
| Église Saint-Vincent de Pont-de-Poitte                                                    | Pont-de-Poitte             |         | 46° 35′ 11″ nord, 5° 41′ 47″ est |                |                                                                                |             | Image manquante Téléverser                                                     |
| Église Saint-Vincent et Saint-Brice de Poitte                                             | Pont-de-Poitte             |         | 46° 34′ 32″ nord, 5° 41′ 41″ est |                |                                                                                |             | Église Saint-Vincent et Saint-Brice de Poitte                                  |
| Église de l'Assomption-de-Notre-Dame de Port-Lesney                                       | Port-Lesney                |         | 47° 00′ 10″ nord, 5° 49′ 27″ est |                |                                                                                |             | Image manquante Téléverser                                                     |
| Église Saint-Étienne de Pretin                                                            | Pretin                     |         | 46° 56′ 13″ nord, 5° 50′ 22″ est |                |                                                                                |             | Église Saint-Étienne de Pretin                                                 |
| Église Saint-Barthélemy de Prémanon                                                       | Prémanon                   |         | 46° 27′ 49″ nord, 6° 01′ 52″ est | « IA39000625 » |                                                                                |             | Église Saint-Barthélemy de Prémanon                                            |
| Église Saint-Nicolas de Publy                                                             | Publy                      |         | 46° 37′ 57″ nord, 5° 38′ 28″ est | « IA00015109 » |                                                                                |             | Église Saint-Nicolas de Publy                                                  |
| Église Saint-Léger de Pupillin                                                            | Pupillin                   |         | 46° 53′ 03″ nord, 5° 45′ 37″ est |                |                                                                                |             | Image manquante Téléverser                                                     |
| Église de l'Assomption-de-la-Mère-de-Dieu de Rahon                                        | Rahon                      |         | 46° 59′ 15″ nord, 5° 27′ 43″ est | « PA00102006 » | Inscrit MH                                                                     | 1974        | Église de l'Assomption-de-la-Mère-de-Dieu de Rahon                             |
| Église Saint-Pierre de Rainans                                                            | Rainans                    |         | 47° 09′ 18″ nord, 5° 29′ 02″ est |                |                                                                                |             | Église Saint-Pierre de Rainans                                                 |
| Église Saint-Étienne de Ranchot                                                           | Ranchot                    |         | 47° 08′ 59″ nord, 5° 43′ 26″ est |                |                                                                                |             | Église Saint-Étienne de Ranchot                                                |
| Église Saint-Étienne de Rans                                                              | Rans                       |         | 47° 08′ 38″ nord, 5° 43′ 36″ est |                |                                                                                |             | Église Saint-Étienne de Rans                                                   |
| Église Saint-Martin de Relans                                                             | Relans                     |         | 46° 45′ 43″ nord, 5° 26′ 51″ est | « IA00015242 » |                                                                                |             | Image manquante Téléverser                                                     |
| Église de l'Assomption-de-Notre-Dame de Revigny                                           | Revigny                    |         | 46° 38′ 13″ nord, 5° 36′ 11″ est | « PA00102095 » | Inscrit MH                                                                     | 1991        | Image manquante Téléverser                                                     |
| Église Saint-Laurent de Rochefort-sur-Nenon                                               | Rochefort-sur-Nenon        |         | 47° 07′ 26″ nord, 5° 33′ 39″ est |                |                                                                                |             | Église Saint-Laurent de Rochefort-sur-Nenon                                    |
| Église de la Décollation-de-Saint-Jean-Baptiste de Rogna                                  | Rogna                      |         | 46° 19′ 37″ nord, 5° 44′ 53″ est | « IA00123667 » |                                                                                |             | Église de la Décollation-de-Saint-Jean-Baptiste de Rogna                       |
| Église Saint-Didier de Romange                                                            | Romange                    |         | 47° 09′ 30″ nord, 5° 36′ 08″ est |                |                                                                                |             | Église Saint-Didier de Romange                                                 |
| Église Saint-Pierre-et-Saint-Paul de Rosay                                                | Rosay                      |         | 46° 31′ 54″ nord, 5° 26′ 57″ est |                |                                                                                |             | Église Saint-Pierre-et-Saint-Paul de Rosay                                     |
| Église Saint-Martin de Rothonay                                                           | Rothonay                   |         | 46° 31′ 26″ nord, 5° 31′ 58″ est |                |                                                                                |             | Église Saint-Martin de Rothonay                                                |
| Église Saint-Martin de Rouffange                                                          | Rouffange                  |         | 47° 13′ 27″ nord, 5° 42′ 20″ est |                |                                                                                |             | Église Saint-Martin de Rouffange                                               |
| Église Saint-Aignan de Ruffey-sur-Seille                                                  | Ruffey-sur-Seille          |         | 46° 44′ 42″ nord, 5° 29′ 33″ est | « PA00102009 » | Inscrit MH                                                                     | 2006        | Église Saint-Aignan de Ruffey-sur-Seille                                       |
| Église Saint-Denis de Rye                                                                 | Rye                        |         | 46° 52′ 15″ nord, 5° 25′ 47″ est |                |                                                                                |             | Église Saint-Denis de Rye                                                      |
| Église Saint-Jacques-et-Saint-Philippe de Saffloz                                         | Saffloz                    |         | 46° 40′ 08″ nord, 5° 50′ 48″ est |                |                                                                                |             | Église Saint-Jacques-et-Saint-Philippe de Saffloz                              |
| Église Saint-Amateur-et-Saint-Viateur de Saint-Amour                                      | Saint-Amour                |         | 46° 26′ 07″ nord, 5° 20′ 30″ est | « PA00132855 » | Inscrit MH Eglise, à l'exception du clocher classé ; Classé MH Clocher         | 1994 ; 1996 | Église Saint-Amateur-et-Saint-Viateur de Saint-Amour                           |
| Église Saint-Denis d'Allonal                                                              | Saint-Amour                |         | 46° 25′ 58″ nord, 5° 21′ 33″ est |                |                                                                                |             | Image manquante Téléverser                                                     |
| Église Saint-Aubin de Saint-Aubin (Jura)                                                  | Saint-Aubin                |         | 47° 01′ 56″ nord, 5° 19′ 45″ est | « PA00125409 » | Inscrit MH                                                                     | 1993        | Église Saint-Aubin de Saint-Aubin (Jura)                                       |
| Église Saint-Bénigne de Saint-Baraing                                                     | Saint-Baraing              |         | 46° 58′ 53″ nord, 5° 25′ 48″ est |                |                                                                                |             | Église Saint-Bénigne de Saint-Baraing                                          |
| Cathédrale Saint-Pierre, Saint-Paul et Saint-André de Saint-Claude                        | Saint-Claude               |         | 46° 23′ 12″ nord, 5° 51′ 59″ est | « PA00102013 » | Classé MH                                                                      | 1906        | Cathédrale Saint-Pierre, Saint-Paul et Saint-André de Saint-Claude             |
| Église Saint-Sébastien de Valfin-lès-Saint-Claude                                         | Saint-Claude               |         | 46° 26′ 19″ nord, 5° 51′ 20″ est | « PA39000120 » | Inscrit MH                                                                     | 2013        | Église Saint-Sébastien de Valfin-lès-Saint-Claude                              |
| Église de la Nativité-de-la-Sainte-Vierge de Cinquétral                                   | Saint-Claude               |         | 46° 25′ 51″ nord, 5° 53′ 21″ est |                |                                                                                |             | Image manquante Téléverser                                                     |
| Église du Sacré-Cœur de Saint-Claude                                                      | Saint-Claude               |         | 46° 23′ 27″ nord, 5° 51′ 51″ est |                |                                                                                |             | Image manquante Téléverser                                                     |
| Église Saint-Cyr-et-Sainte-Julitte de Saint-Cyr                                           | Saint-Cyr-Montmalin        |         | 46° 57′ 06″ nord, 5° 43′ 33″ est |                |                                                                                |             | Église Saint-Cyr-et-Sainte-Julitte de Saint-Cyr                                |
| Église Saint-Sébastien de Montmalin                                                       | Saint-Cyr-Montmalin        |         | 46° 57′ 06″ nord, 5° 43′ 33″ est |                |                                                                                |             | Église Saint-Sébastien de Montmalin                                            |
| Église Saint-Martin de Saint-Didier                                                       | Saint-Didier               |         | 46° 42′ 27″ nord, 5° 30′ 52″ est | « IA00015857 » |                                                                                |             | Église Saint-Martin de Saint-Didier                                            |
| Église Saint-Germain de Saint-Germain-en-Montagne                                         | Saint-Germain-en-Montagne  |         | 46° 46′ 41″ nord, 5° 56′ 20″ est |                |                                                                                |             | Église Saint-Germain de Saint-Germain-en-Montagne                              |
| Église Saint-Germain de Saint-Germain-lès-Arlay                                           | Saint-Germain-en-Montagne  |         | 46° 45′ 34″ nord, 5° 33′ 34″ est | « IA00015580 » |                                                                                |             | Église Saint-Germain de Saint-Germain-lès-Arlay                                |
| Église Sainte-Marie de Saint-Hymetière                                                    | Saint-Hymetière            |         | 46° 21′ 37″ nord, 5° 33′ 19″ est | « PA00102015 » | Classé MH                                                                      | 1913        | Église Sainte-Marie de Saint-Hymetière                                         |
| Église Saint-Jean-Baptiste de Saint-Jean-d'Étreux                                         | Saint-Jean-d'Étreux        |         | 46° 24′ 15″ nord, 5° 21′ 28″ est | « PA00102016 » | Inscrit MH                                                                     | 1946        | Église Saint-Jean-Baptiste de Saint-Jean-d'Étreux                              |
| Église Saint-Jean-Baptiste de Saint-Julien                                                | Saint-Julien               |         | 46° 23′ 39″ nord, 5° 27′ 13″ est | « PA00102017 » | Inscrit MH                                                                     | 2020        | Église Saint-Jean-Baptiste de Saint-Julien                                     |
| Église Saint-Étienne de Saint-Lamain                                                      | Saint-Lamain               |         | 46° 47′ 42″ nord, 5° 36′ 13″ est | « IA00015334 » |                                                                                |             | Église Saint-Étienne de Saint-Lamain                                           |
| Église Saint-Laurent de Saint-Laurent-en-Grandvaux                                        | Saint-Laurent-en-Grandvaux |         | 46° 34′ 35″ nord, 5° 57′ 14″ est |                |                                                                                |             | Église Saint-Laurent de Saint-Laurent-en-Grandvaux                             |
| Église Saint-Lothain de Saint-Lothain                                                     | Saint-Lothain              |         | 46° 49′ 28″ nord, 5° 38′ 30″ est | « PA00102019 » | Inscrit MH Eglise (sauf la crypte classée) ; Classé MH Crypte                  | 1927 ; 1946 | Église Saint-Lothain de Saint-Lothain                                          |
| Église Saint-Loup de Saint-Loup (Jura)                                                    | Saint-Loup                 |         | 47° 00′ 20″ nord, 5° 18′ 34″ est |                |                                                                                |             | Église Saint-Loup de Saint-Loup (Jura)                                         |
| Église Notre-Dame de Saint-Lupicin                                                        | Saint-Lupicin              |         | 46° 24′ 03″ nord, 5° 47′ 34″ est | « PA00102021 » | Classé MH                                                                      | 1906        | Église Notre-Dame de Saint-Lupicin                                             |
| Église Saint-Maur de Saint-Maur (Jura)                                                    | Saint-Maur                 |         | 46° 36′ 56″ nord, 5° 35′ 25″ est | « PA00102022 » | Inscrit MH                                                                     | 1934        | Église Saint-Maur de Saint-Maur (Jura)                                         |
| Église Saint-Maurice de Saint-Maurice-Crillat                                             | Saint-Maurice-Crillat      |         | 46° 34′ 19″ nord, 5° 49′ 44″ est |                |                                                                                |             | Église Saint-Maurice de Saint-Maurice-Crillat                                  |
| Église Saint-Pierre de Saint-Pierre (Jura)                                                | Saint-Pierre               |         | 46° 34′ 13″ nord, 5° 55′ 11″ est | « IA39001431 » |                                                                                |             | Image manquante Téléverser                                                     |
| Église Saint-Thiébaut de Saint-Thiébaud                                                   | Saint-Thiébaud             |         | 46° 58′ 16″ nord, 5° 51′ 59″ est |                |                                                                                |             | Église Saint-Thiébaut de Saint-Thiébaud                                        |
| Église Sainte-Agnès de Sainte-Agnès (Jura)                                                | Sainte-Agnès               |         | 46° 36′ 30″ nord, 5° 28′ 25″ est |                |                                                                                |             | Église Sainte-Agnès de Sainte-Agnès (Jura)                                     |
| Église de l'Assomption-de-Notre-Dame de Saizenay                                          | Saizenay                   |         | 46° 57′ 39″ nord, 5° 54′ 51″ est |                |                                                                                |             | Église de l'Assomption-de-Notre-Dame de Saizenay                               |
| Église Saint-Laurent de Salans                                                            | Salans                     |         | 47° 10′ 00″ nord, 5° 47′ 24″ est |                |                                                                                |             | Église Saint-Laurent de Salans                                                 |
| Église Saint-Ferréol-et-Saint-Fergeux de Saligney                                         | Saligney                   |         | 47° 13′ 10″ nord, 5° 38′ 26″ est |                |                                                                                |             | Église Saint-Ferréol-et-Saint-Fergeux de Saligney                              |
| Église Saint-Anatoile de Salins-les-Bains                                                 | Salins-les-Bains           |         | 46° 56′ 09″ nord, 5° 52′ 46″ est | « PA00102026 » | Classé MH                                                                      | 1846        | Église Saint-Anatoile de Salins-les-Bains                                      |
| Église Notre-Dame de Salins-les-Bains                                                     | Salins-les-Bains           |         | 46° 56′ 26″ nord, 5° 52′ 44″ est | « PA00102025 » | Inscrit MH                                                                     | 1970        | Église Notre-Dame de Salins-les-Bains                                          |
| Église Saint-Maurice de Salins-les-Bains                                                  | Salins-les-Bains           |         | 46° 56′ 37″ nord, 5° 52′ 49″ est | « PA00102027 » | Inscrit MH                                                                     | 1927        | Église Saint-Maurice de Salins-les-Bains                                       |
| Église Saint-Jean-Baptiste de Salins-les-Bains                                            | Salins-les-Bains           |         | 46° 55′ 44″ nord, 5° 53′ 09″ est |                |                                                                                |             | Église Saint-Jean-Baptiste de Salins-les-Bains                                 |
| Église des Jésuites de Salins-les-Bains                                                   | Salins-les-Bains           |         | 46° 56′ 21″ nord, 5° 52′ 43″ est |                |                                                                                |             | Église des Jésuites de Salins-les-Bains                                        |
| Église Sainte-Anne de Sampans                                                             | Sampans                    |         | 47° 07′ 36″ nord, 5° 27′ 15″ est |                |                                                                                |             | Église Sainte-Anne de Sampans                                                  |
| Église Saint-Pierre-et-Saint-Paul de Santans                                              | Santans                    |         | 47° 01′ 19″ nord, 5° 39′ 36″ est | « PA00102037 » | Inscrit MH                                                                     | 1988        | Église Saint-Pierre-et-Saint-Paul de Santans                                   |
| Église Saint-Pancrace de Sarrogna                                                         | Sarrogna                   |         | 46° 28′ 08″ nord, 5° 36′ 44″ est |                |                                                                                |             | Église Saint-Pancrace de Sarrogna                                              |
| Église Saint-Didier de Savigna                                                            | Savigna                    |         | 46° 26′ 26″ nord, 5° 34′ 37″ est |                |                                                                                |             | Église Saint-Didier de Savigna                                                 |
| Église Saint-Pierre de Sellières                                                          | Sellières                  |         | 46° 49′ 43″ nord, 5° 33′ 53″ est | « IA00015356 » |                                                                                |             | Église Saint-Pierre de Sellières                                               |
| Église Notre-Dame-de-l'Assomption de Sellières                                            | Sellières                  |         | 46° 49′ 35″ nord, 5° 33′ 50″ est | « IA00015355 » |                                                                                |             | Image manquante Téléverser                                                     |
| Église Saint-Étienne de Septmoncel Les Molunes                                            | Septmoncel les Molunes     |         | 46° 22′ 21″ nord, 5° 54′ 51″ est | « IA39000128 » |                                                                                |             | Église Saint-Étienne de Septmoncel Les Molunes                                 |
| Église Saint-Étienne de Sermange                                                          | Sermange                   |         | 47° 11′ 38″ nord, 5° 38′ 54″ est |                |                                                                                |             | Église Saint-Étienne de Sermange                                               |
| Église Saint-Didier de Serre-les-Moulières                                                | Serre-les-Moulières        |         | 47° 12′ 17″ nord, 5° 37′ 01″ est |                |                                                                                |             | Église Saint-Didier de Serre-les-Moulières                                     |
| Église Notre-Dame-du-Pont de Sirod                                                        | Sirod                      |         | 46° 44′ 16″ nord, 5° 59′ 08″ est |                |                                                                                |             | Église Notre-Dame-du-Pont de Sirod                                             |
| Église Saint-Georges de Songeson                                                          | Songeson                   |         | 46° 39′ 07″ nord, 5° 49′ 14″ est | « PA00102042 » | Inscrit MH                                                                     | 1980        | Église Saint-Georges de Songeson                                               |
| Église Saint-Georges de Soucia                                                            | Soucia                     |         | 46° 32′ 30″ nord, 5° 44′ 55″ est |                |                                                                                |             | Église Saint-Georges de Soucia                                                 |
| Église Saint-Martin de Souvans                                                            | Souvans                    |         | 46° 59′ 39″ nord, 5° 33′ 07″ est |                |                                                                                |             | Église Saint-Martin de Souvans                                                 |
| Église Saint-Étienne de Supt                                                              | Supt                       |         | 46° 50′ 56″ nord, 5° 57′ 31″ est |                |                                                                                |             | Église Saint-Étienne de Supt                                                   |
| Église Saint-Sébastien de Syam                                                            | Syam                       |         | 46° 41′ 56″ nord, 5° 57′ 05″ est |                |                                                                                |             | Église Saint-Sébastien de Syam                                                 |
| Église Saint-Genest de Tassenières                                                        | Tassenières                |         | 46° 55′ 26″ nord, 5° 31′ 01″ est |                |                                                                                |             | Église Saint-Genest de Tassenières                                             |
| Église Sainte-Anne de Tavaux                                                              | Tavaux                     |         | 47° 03′ 09″ nord, 5° 25′ 04″ est | « PA39000129 » | Inscrit MH                                                                     | 2020        | Image manquante Téléverser                                                     |
| Église Saint-Gervais-et-Saint-Protais de Tavaux                                           | Tavaux                     |         | 47° 02′ 03″ nord, 5° 24′ 18″ est |                |                                                                                |             | Église Saint-Gervais-et-Saint-Protais de Tavaux                                |
| Église Saint-Léger de Taxenne                                                             | Taxenne                    |         | 47° 13′ 27″ nord, 5° 40′ 51″ est |                |                                                                                |             | Église Saint-Léger de Taxenne                                                  |
| Église Saint-Martin de Thervay                                                            | Thervay                    |         | 47° 15′ 04″ nord, 5° 36′ 59″ est |                |                                                                                |             | Église Saint-Martin de Thervay                                                 |
| Église de l'Assomption-de-la-Mère-de-Dieu de Thoirette                                    | Thoirette-Coisia           |         | 46° 16′ 16″ nord, 5° 31′ 54″ est |                |                                                                                |             | Église de l'Assomption-de-la-Mère-de-Dieu de Thoirette                         |
| Église Saint-Speusippe-Saint-Éleusippe-Saint-Méleusippe de Toulouse-le-Château            | Toulouse-le-Château        |         | 46° 49′ 36″ nord, 5° 35′ 14″ est | « PA00102045 » | Inscrit MH                                                                     | 1988        | Église Saint-Speusippe-Saint-Éleusippe-Saint-Méleusippe de Toulouse-le-Château |
| Église Saint-Pierre de Tourmont                                                           | Tourmont                   |         | 46° 51′ 35″ nord, 5° 40′ 57″ est |                |                                                                                |             | Église Saint-Pierre de Tourmont                                                |
| Église Saint-Martin de Trenal                                                             | Trenal                     |         | 46° 38′ 39″ nord, 5° 27′ 59″ est |                |                                                                                |             | Église Saint-Martin de Trenal                                                  |
| Église Saint-Maurice de Vadans                                                            | Vadans                     |         | 46° 56′ 02″ nord, 5° 42′ 08″ est |                |                                                                                |             | Église Saint-Maurice de Vadans                                                 |
| Église Saint-Roch de Grusse                                                               | Val-Sonnette               |         | 46° 35′ 51″ nord, 5° 30′ 09″ est |                |                                                                                |             | Église Saint-Roch de Grusse                                                    |
| Église Saint-Pierre de Val-d'Épy                                                          | Val-d'Épy                  |         | 46° 23′ 01″ nord, 5° 23′ 56″ est |                |                                                                                |             | Église Saint-Pierre de Val-d'Épy                                               |
| Église de l'Assomption-de-la-Bienheureuse-Vierge-Marie de Valempoulières                  | Valempoulières             |         | 46° 49′ 31″ nord, 5° 51′ 48″ est |                |                                                                                |             | Église de l'Assomption-de-la-Bienheureuse-Vierge-Marie de Valempoulières       |
| Église Sainte-Marie-Madeleine de Valfin-sur-Valouse                                       | Valfin-sur-Valouse         |         | 46° 22′ 13″ nord, 5° 31′ 02″ est |                |                                                                                |             | Image manquante Téléverser                                                     |
| Église Saint-Pierre-ès-Liens de Légna                                                     | Valzin en Petite Montagne  |         | 46° 25′ 40″ nord, 5° 35′ 48″ est |                |                                                                                |             | Église Saint-Pierre-ès-Liens de Légna                                          |
| Église Saint-Georges de Vannoz                                                            | Vannoz                     |         | 46° 46′ 23″ nord, 5° 55′ 00″ est |                |                                                                                |             | Église Saint-Georges de Vannoz                                                 |
| Église de l'Assomption-de-la-Vierge de Vaudrey                                            | Vaudrey                    |         | 46° 58′ 49″ nord, 5° 37′ 20″ est |                |                                                                                |             | Église de l'Assomption-de-la-Vierge de Vaudrey                                 |
| Église Saint-Sébastien de Vaux-lès-Saint-Claude                                           | Vaux-lès-Saint-Claude      |         | 46° 21′ 29″ nord, 5° 44′ 12″ est | « IA39000129 » |                                                                                |             | Image manquante Téléverser                                                     |
| Église Saint-Michel de Verges                                                             | Verges                     |         | 46° 39′ 13″ nord, 5° 41′ 00″ est | « IA00015144 » |                                                                                |             | Église Saint-Michel de Verges                                                  |
| Église Saint-Martin de Vernantois                                                         | Vernantois                 |         | 46° 37′ 40″ nord, 5° 34′ 34″ est | « PA00102050 » | Inscrit MH                                                                     | 1970        | Image manquante Téléverser                                                     |
| Église Saint-Laurent de Vers-en-Montagne                                                  | Vers-en-Montagne           |         | 46° 48′ 59″ nord, 5° 54′ 49″ est |                |                                                                                |             | Église Saint-Laurent de Vers-en-Montagne                                       |
| Église Saint-Pierre de Vers-sous-Sellières                                                | Vers-sous-Sellières        |         | 46° 49′ 36″ nord, 5° 31′ 59″ est | « IA00015379 » |                                                                                |             | Église Saint-Pierre de Vers-sous-Sellières                                     |
| Église Saint-Andoche de Vertamboz                                                         | Vertamboz                  |         | 46° 35′ 43″ nord, 5° 44′ 23″ est |                |                                                                                |             | Église Saint-Andoche de Vertamboz                                              |
| Église Saint-Pierre de Vescles                                                            | Vescles                    |         | 46° 21′ 35″ nord, 5° 36′ 59″ est |                |                                                                                |             | Image manquante Téléverser                                                     |
| Église Saint-Jean-Baptiste de Vevy                                                        | Vevy                       |         | 46° 39′ 51″ nord, 5° 38′ 55″ est | « IA00015150 » |                                                                                |             | Église Saint-Jean-Baptiste de Vevy                                             |
| Église Saint-Antoine de Villard-Saint-Sauveur                                             | Villard-Saint-Sauveur      |         | 46° 21′ 39″ nord, 5° 51′ 40″ est | « IA39000130 » |                                                                                |             | Église Saint-Antoine de Villard-Saint-Sauveur                                  |
| Église Saint-Clair de Villechantria                                                       | Villechantria              |         | 46° 22′ 25″ nord, 5° 26′ 27″ est |                |                                                                                |             | Église Saint-Clair de Villechantria                                            |
| Église Saint-Laurent de Villeneuve-d'Aval                                                 | Villeneuve-d'Aval          |         | 46° 58′ 18″ nord, 5° 44′ 52″ est |                |                                                                                |             | Église Saint-Laurent de Villeneuve-d'Aval                                      |
| Église Saint-Georges de Villers-Farlay                                                    | Villers-Farlay             |         | 46° 59′ 54″ nord, 5° 45′ 16″ est |                |                                                                                |             | Église Saint-Georges de Villers-Farlay                                         |
| Église de la Nativité-de-la-Bienheureuse-Vierge-Marie de Villers-Robert                   | Villers-Robert             |         | 46° 57′ 17″ nord, 5° 30′ 43″ est |                |                                                                                |             | Église de la Nativité-de-la-Bienheureuse-Vierge-Marie de Villers-Robert        |
| Église Saint-Étienne de Villers-les-Bois                                                  | Villers-les-Bois           |         | 46° 54′ 37″ nord, 5° 34′ 48″ est |                |                                                                                |             | Église Saint-Étienne de Villers-les-Bois                                       |
| Église Saint-Nicolas de Villerserine                                                      | Villerserine               |         | 46° 51′ 28″ nord, 5° 38′ 35″ est | « IA00015386 » |                                                                                |             | Église Saint-Nicolas de Villerserine                                           |
| Église de l'Assomption-de-la-Bienheureuse-Vierge-Marie de Villette-lès-Arbois             | Villette-lès-Arbois        |         | 46° 55′ 16″ nord, 5° 45′ 13″ est |                |                                                                                |             | Église de l'Assomption-de-la-Bienheureuse-Vierge-Marie de Villette-lès-Arbois  |
| Église Saint-Renobert de Villette-lès-Dole                                                | Villette-lès-Dole          |         | 47° 02′ 47″ nord, 5° 29′ 52″ est |                |                                                                                |             | Église Saint-Renobert de Villette-lès-Dole                                     |
| Église de la Conversion-de-Saint-Paul de Villevieux                                       | Villevieux                 |         | 46° 44′ 12″ nord, 5° 27′ 52″ est | « PA00102054 » | Inscrit MH Portail                                                             | 1971        | Église de la Conversion-de-Saint-Paul de Villevieux                            |
| Église de l'Assomption-de-la-Bienheureuse-Vierge-Marie de Vincelles                       | Vincelles                  |         | 46° 36′ 02″ nord, 5° 28′ 51″ est |                |                                                                                |             | Église de l'Assomption-de-la-Bienheureuse-Vierge-Marie de Vincelles            |
| Église Sainte-Agnès de Vincent                                                            | Vincent-Froideville        |         | 46° 47′ 12″ nord, 5° 29′ 22″ est |                |                                                                                |             | Église Sainte-Agnès de Vincent                                                 |
| Église Saint-Romain de Viry                                                               | Viry                       |         | 46° 18′ 09″ nord, 5° 44′ 26″ est | « IA00123668 » |                                                                                |             | Église Saint-Romain de Viry                                                    |
| Église Saint-Léger de Vitreux                                                             | Vitreux                    |         | 47° 14′ 44″ nord, 5° 41′ 20″ est |                |                                                                                |             | Église Saint-Léger de Vitreux                                                  |
| Abbatiale Notre-Dame d'Acey                                                               | Vitreux                    |         | 47° 15′ 43″ nord, 5° 39′ 26″ est |                |                                                                                |             | Abbatiale Notre-Dame d'Acey                                                    |
| Église Saint-Gervais-Saint-Protais de Voiteur                                             | Voiteur                    |         | 46° 45′ 17″ nord, 5° 36′ 46″ est |                |                                                                                |             | Église Saint-Gervais-Saint-Protais de Voiteur                                  |
| Église de l'Assomption-de-la-Bienheureuse-Vierge-Marie de Vosbles                         | Vosbles-Valfin             |         | 46° 20′ 25″ nord, 5° 31′ 29″ est |                |                                                                                |             | Église de l'Assomption-de-la-Bienheureuse-Vierge-Marie de Vosbles              |
| Église de l'Assomption-de-la-Mère-de-Dieu de Vriange                                      | Vriange                    |         | 47° 10′ 49″ nord, 5° 34′ 55″ est |                |                                                                                |             | Église de l'Assomption-de-la-Mère-de-Dieu de Vriange                           |
| Église Saint-Martin de Véria                                                              | Véria                      |         | 46° 27′ 06″ nord, 5° 25′ 22″ est |                |                                                                                |             | Église Saint-Martin de Véria                                                   |
| Église dédiée à la Vierge, Saint-Pierre-et-Saint-Paul d'Éclans-Nenon                      | Éclans-Nenon               |         | 47° 07′ 32″ nord, 5° 36′ 17″ est |                |                                                                                |             | Église dédiée à la Vierge, Saint-Pierre-et-Saint-Paul d'Éclans-Nenon           |
| Église Saint-Éloi d'Écrille                                                               | Écrille                    |         | 46° 30′ 23″ nord, 5° 37′ 50″ est |                |                                                                                |             | Église Saint-Éloi d'Écrille                                                    |
| Église de l'Assomption-de-la-Vierge d'Étival                                              | Étival                     |         | 46° 30′ 26″ nord, 5° 47′ 33″ est |                |                                                                                |             | Église de l'Assomption-de-la-Vierge d'Étival                                   |
| Église Saint-Étienne d'Étrepigney                                                         | Étrepigney                 |         | 47° 07′ 51″ nord, 5° 41′ 28″ est |                |                                                                                |             | Église Saint-Étienne d'Étrepigney                                              |
| Église Saint-Jean-Baptiste d'Évans                                                        | Évans                      |         | 47° 10′ 47″ nord, 5° 46′ 05″ est |                |                                                                                |             | Église Saint-Jean-Baptiste d'Évans                                             |